# Visum

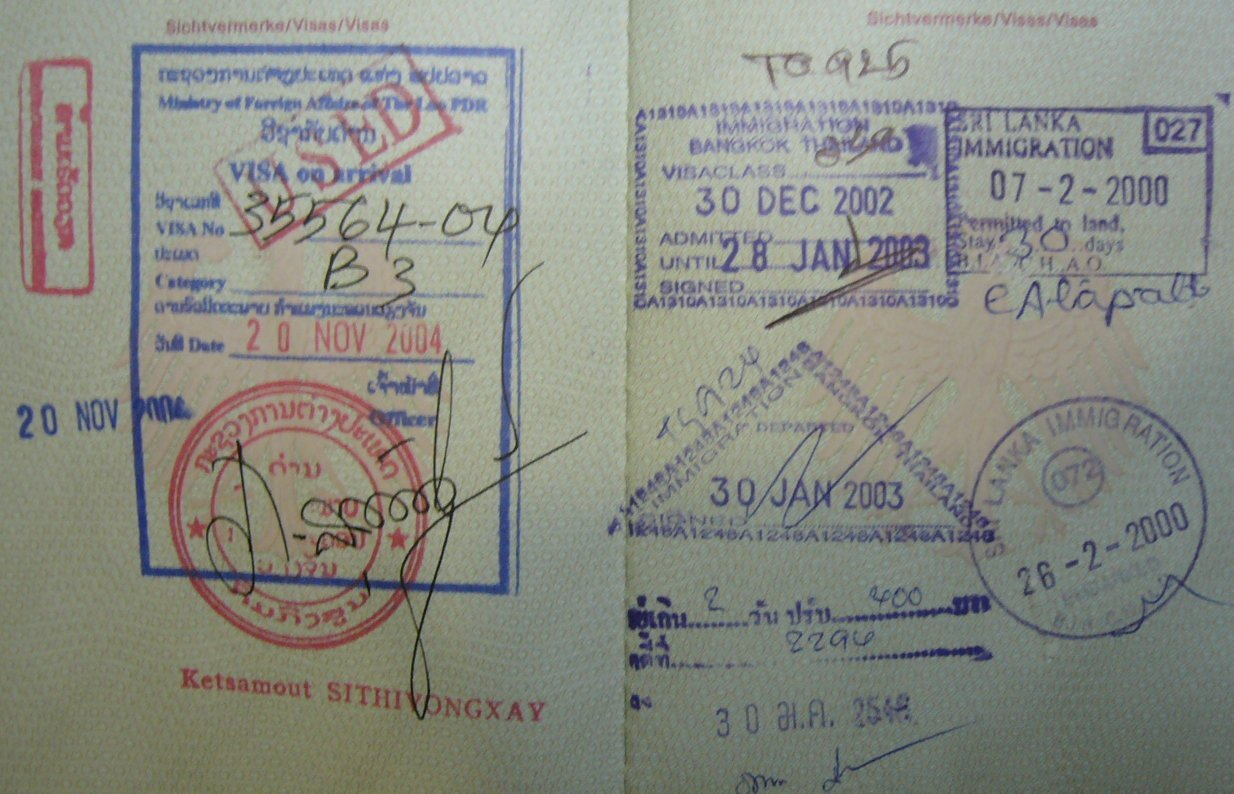
Verschiedene Sichtvermerke (Visa) und andere Kontrollstempel in einem deutschen Reisepass

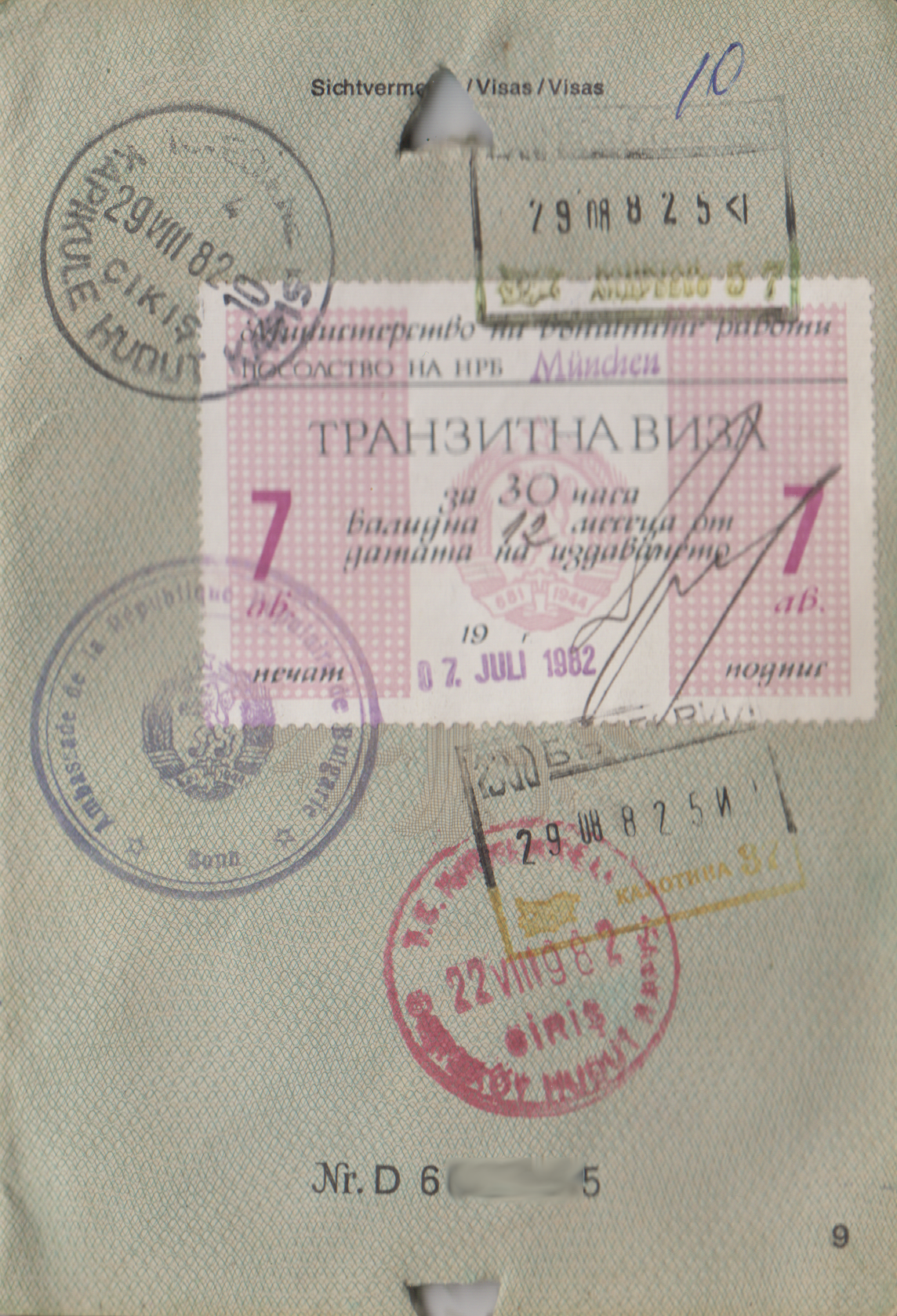
Transitvisum in einem entwerteten deutschen Reisepass (Bulgarien 1982)

Wie an diesem älteren Reisepass aus Österreich zu sehen ist, erfolgen Eintragungen diverser Visa unter anderem auch durch das Einkleben von Vignetten.

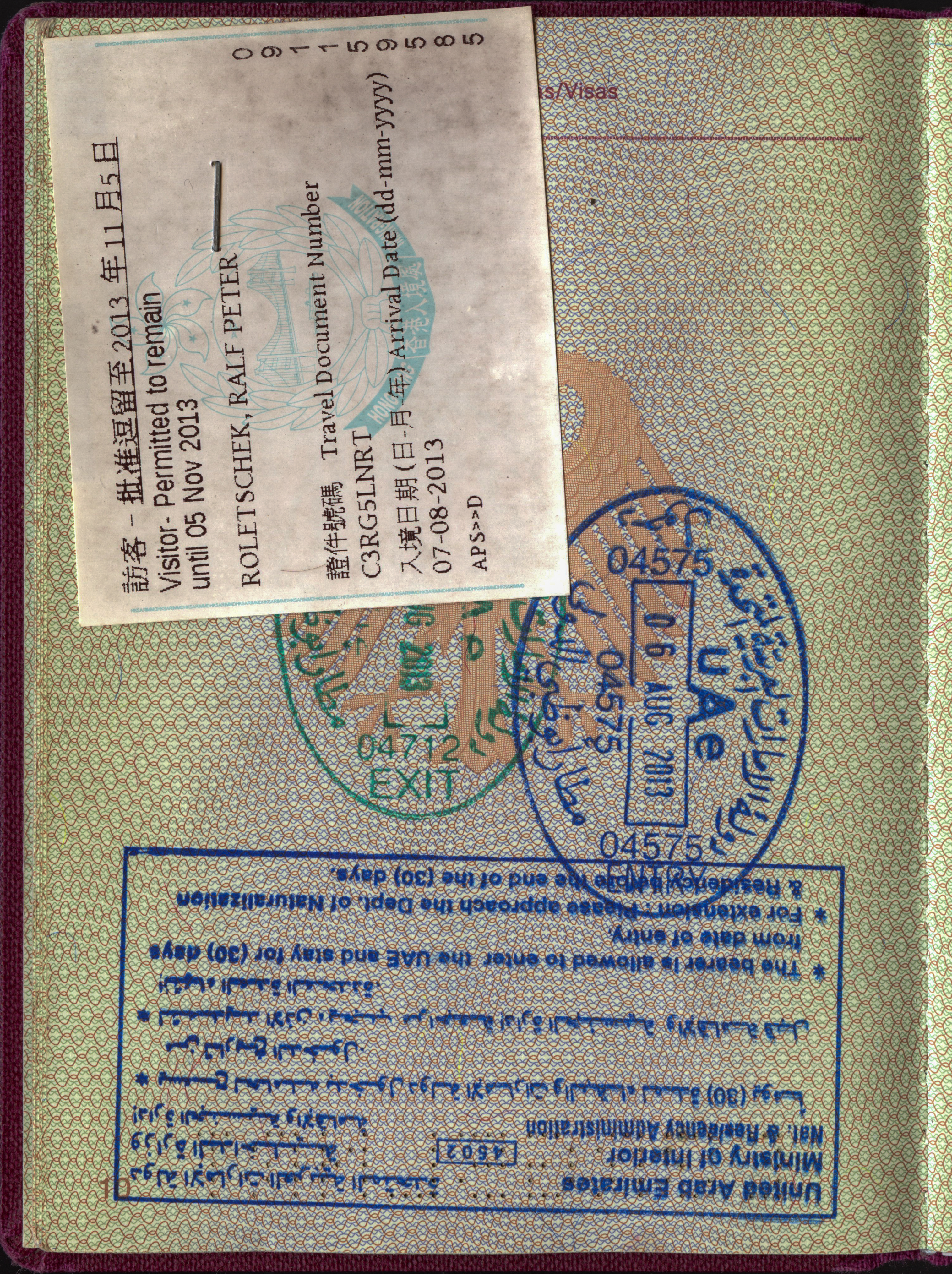
Visa von Hongkong und den Vereinigten Arabischen Emiraten in einem deutschen Reisepass

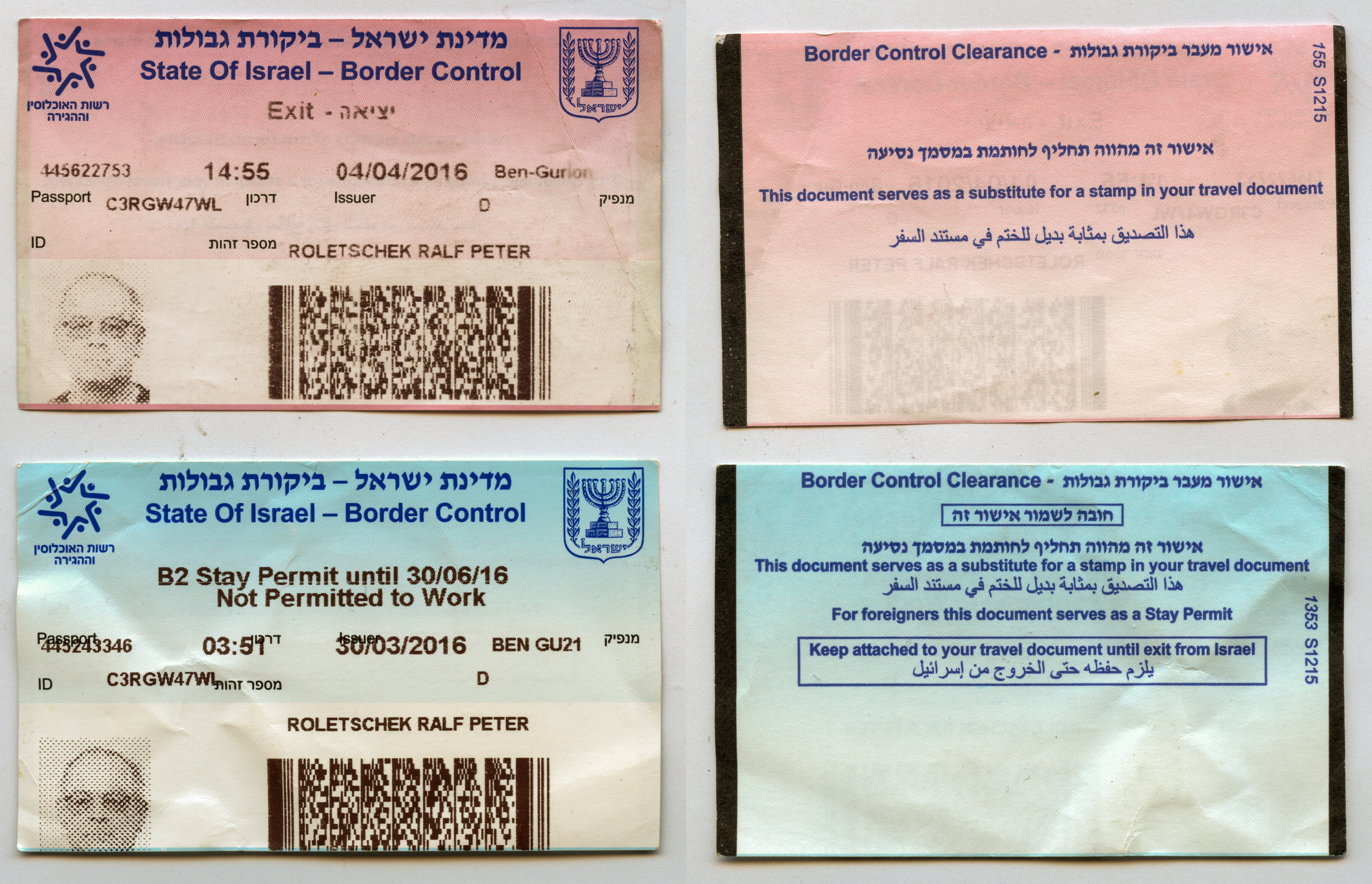
Israel stempelt Pässe westlicher Touristen nicht mehr, sondern vergibt Einlegezettel

Ein Visum (pl. Visa od. Visen) ist eine – normalerweise in einen Reisepass eingetragene – Bestätigung eines fremden Landes, dass Einreise, Durchreise oder Aufenthalt des Passinhabers erlaubt sind.

## Bezeichnungen
In der DDR war die Bezeichnung Visum gebräuchlich, dagegen nutzte bis 1990 der westdeutsche Gesetzgeber das Wort Visum überhaupt nicht. Statt „Visum“ wurde bis dahin – ohne Unterschied in der Sache – das Wort Sichtvermerk verwendet. Vor allem durch das Schengener Durchführungsübereinkommen von 1990 und nach der Einführung des einheitlichen Schengen-Visums, das in allen Vertragsstaaten gültig ist, fand die Bezeichnung Visum nach und nach Einzug in die Gesetzgebung und verdrängte das Wort Sichtvermerk Ende 2011 schließlich vollständig. Das Wort Sichtvermerk wird jedoch noch in deutsche Reisepässe eingedruckt.
Die Entwicklung in Österreich war eine ähnliche. Zuletzt fand sich in der Urfassung von § 15 Abs. 2 Fremdenpolizeigesetz 2005 (FPG) noch die Definition der Sichtvermerkspflicht, die als Verpflichtung des Drittstaatsangehörigen, zur rechtmäßigen Einreise nach Österreich ein Visum zu besitzen, verstanden wurde. Mit Inkrafttreten des Fremdenrechtsänderungsgesetzes 2011 am 1. Juli 2011 ist das Wort Sichtvermerk auch aus der österreichischen Rechtsordnung verschwunden; die Wörter Sichtvermerksfreiheit und Sichtvermerkspflicht wurden dort durch Visumfreiheit und Visumpflicht ersetzt. Der Begriff Sichtvermerk findet jedoch noch in österreichischen Reisepässen Verwendung.
Das Wort Visum (Pluralform Visa, auch Visen) stammt aus dem Lateinischen (Partizip Perfekt Neutrum zu videre ‚sehen‘, wörtlich also ‚das Gesehene‘). In anderen Sprachen wird das Wort vom lateinischen charta visa abgeleitet und heißt daher auch im Singular Visa („das gesehene Papier“) und im Plural entsprechend Visas. Diese Formen finden gelegentlich auch in der deutschen Umgangssprache Verwendung.

## Formen des Visums
In den meisten Fällen wird das Visum als Einreisevisum ausgestellt, manche Staaten verlangen auch ein Ausreisevisum oder ein Visum für Reisen innerhalb des Landes (Reisevisum, Durchreisevisum nur für den unmittelbaren Transit). Ein Visum zur Durchreise durch die internationalen Transitzonen eines oder mehrerer Flughäfen wird als Flughafentransitvisum bezeichnet.
Das Visum kann – abhängig von der Rechtsordnung des Ausstellerstaates – neben der Erlaubnis zum Grenzübertritt zugleich Aufenthaltserlaubnis sein. Ebenso bestimmt die Rechtsordnung des Ausstellerstaates, welche Behörde das Visum erteilt. Zuständige Stelle für die Erteilung von Einreisevisa ist zumeist ein Konsulat und die Konsularabteilung einer Botschaft des jeweiligen Landes. Die Erteilung an einer Grenzübergangsstelle oder am Flughafen ist in einigen Staaten nur ausnahmsweise zulässig, während sie in anderen Staaten den Regelfall darstellt.
Regelmäßig wird ein Visum in dem Reisepass oder Passersatz des Reisenden angebracht, oder – vor allem, wenn das Reisedokument des Antragstellers von dem visumausstellenden Staat nicht anerkannt wird – es wird ein gesondertes Blatt für die Anbringung des Visums verwendet.

## Allgemeiner Zweck der Visumpflicht
Eine Visumpflicht existiert vor allem, um zu verhindern, dass Personen in den Ausstellerstaat einreisen, die die Voraussetzungen nicht erfüllen. Dazu wird die Zulässigkeit des Grenzübertritts in einem vorgeschalteten Verwaltungsverfahren geprüft. Die Vorabprüfung kann mehrere Ursachen und Ziele haben, z. B.:
- Bei der Grenzkontrolle selbst besteht aus zeitlichen und zahlreichen praktischen Gründen nur eine eingeschränkte Möglichkeit, die Einreisevoraussetzungen zu prüfen. So kann z. B. bei der Prüfung eines Antrages auf ein Einreisevisum eine im Herkunfts- oder Wohnsitzstaat ortskundige Auslandsvertretung die Echtheit und den Aussagegehalt vorgelegter Urkunden aus diesem Staat besser beurteilen. Zudem besteht ausreichend Zeit zur Beteiligung anderer Stellen, etwa von Polizeibehörden oder Nachrichtendiensten.[15]
- Wird Beförderungsunternehmern die Pflicht auferlegt, Ausländer nur mit einem gültigen Einreisevisum zu befördern,[16] wird die Wahrscheinlichkeit verringert, dass Personen auf dem Luft- oder Seeweg zunächst in das Gebiet des Zielstaates gelangen, wo ihnen sodann die Einreise verweigert wird, weil sie die Voraussetzungen nicht erfüllen, im Anschluss hieran aber eine Rückbeförderung z. B. wegen der fehlenden Rückkehrberechtigung in einen Staat oder wegen der Verschleierung der Herkunft des Einreisenden scheitert.

Neben der Regulierung der Einreise im Allgemeinen werden Visa im Speziellen auch zur Steuerung der Einwanderung genutzt.

## Übliche Ausstellungsvoraussetzungen

### Allgemeines
Um ein Visum zu erhalten, sind zumeist der Zweck der Reise, die Finanzierung des Aufenthalts einschließlich eines Krankenversicherungsschutzes sowie die Bereitschaft und Möglichkeit zur Rückkehr in das Herkunftsland zu belegen. Als Nachweise hierfür können eine Einladung aus dem Zielland und Dokumente gefordert werden, die die finanzielle Lage des Antragstellers im Herkunftsland belegen, wie etwa Gehaltsnachweise. Eine Verpflichtungserklärung ermöglicht es nach dem Recht vieler Staaten, Rückgriff auf Mittel des Einladers zu nehmen, wenn staatlichen Stellen durch den Aufenthalt Kosten entstehen (etwa Sozialhilfekosten oder Kosten einer Abschiebung bei unerlaubtem Aufenthalt).

### Rückkehrwilligkeit bzw. Rückkehrbereitschaft
In der Praxis besonders problematisch ist oftmals der Nachweis der geforderten Rückkehrbereitschaft bzw. Rückkehrwilligkeit. Im Zusammenhang mit Schengen-Visa hat die zuständige Auslandsvertretung zu prüfen, ob in der Person des Antragstellers begründete Zweifel an der von ihm bekundeten Absicht bestehen, das Hoheitsgebiet der Mitgliedstaaten vor Ablauf des beantragten Visums wieder zu verlassen. Begründete Zweifel an der Rückkehrbereitschaft von Antragstellern liegen nach der Rechtsprechung dann vor, wenn der Antragsteller keine hinreichende wirtschaftliche oder familiäre Verwurzelung im Heimatland nachweisen kann, die eine Rückkehr wahrscheinlich macht. Eine wirtschaftliche Verwurzelung liegt demnach nicht bereits dann vor, wenn der Antragsteller im Heimatland einer Berufstätigkeit nachgeht; vielmehr muss die gesamte wirtschaftliche Lage, inkl. ggf. vorhandenen Wohn- oder Grundstückseigentums im Verhältnis zu den Lebensverhältnissen in Deutschland so günstig sein, dass ein Zurücklassen der heimatlichen wirtschaftlichen Existenz nicht wahrscheinlich ist. Eine relevante familiäre Verwurzelung kann sich durch (nicht mitreisende) Ehepartner und kleine Kinder oder bei älteren Menschen durch eine starke Einbindung in den Verband der Großfamilie (Mehrgenerationenhaushalt) ergeben, wobei die Beurteilung der familiären Situation letztlich einem erheblichen Beurteilungsspielraum unterliegt.

### Weitere Aspekte
In sehr vielen Fällen sind Visa mit bestimmten Auflagen oder Einschränkungen verbunden, z. B. darf der Inhaber kurzfristiger Visa üblicherweise keiner Berufstätigkeit mit Ausnahme von typischen Geschäftsterminen auf einer Geschäftsreise nachgehen. Langfristige Visa für Studenten oder Arbeitnehmer werden von vielen Ländern ausgestellt.
Bürger aus Ländern der Europäischen Union (EU) und der Europäischen Freihandelsassoziation (EFTA) können aufgrund der guten Beziehungen in nahezu alle Staaten der Welt entweder visumfrei einreisen oder haben zumindest kaum Schwierigkeiten, ein Touristenvisum zu erhalten.

## Visumbeantragung in der Praxis

### Klassisches Verfahren
Die Vorlage der folgenden Unterlagen wird häufig von den konsularischen Abteilungen der Botschaften und Konsulaten im Zusammenhang mit der Visumbeantragung gefordert. Die Einzelheiten unterscheiden sich entsprechend dem Recht des betroffenen Ausstellerstaates:
- Ein ausgefülltes und unterschriebenes Antragsformular, teils in mehreren Ausfertigungen,
- ein oder gegebenenfalls mehrere aktuelle Passbilder,
- ein Reisepass, der oft noch für eine gewisse Zeit über die geplante Reise hinaus gültig sein muss,
- eine Einladung oder andere Dokumente, die den Aufenthaltszweck und die Finanzierung des Aufenthaltes belegen (siehe oben unter „Übliche Ausstellungsvoraussetzungen“),
- eine Bestätigung über ein Arbeitsverhältnis und Einkommensnachweis im Heimatland, oder gegebenenfalls eine Studienbestätigung mit bestandenen Prüfungen,
- eine Krankenversicherung, die für die Aufenthaltsdauer und den entsprechenden Zielstaat gültig und von diesem ggfs. anerkannt ist,
- ein Nachweis der Zahlung der Konsulatsgebühren von 30 bis zu 300 Euro pro Person. Die Höhe kann von der Art des Visums, von der Dauer und dem Zweck des Aufenthalts, der Zahl der Einreisen und von der gewünschten Bearbeitungsdauer abhängen.

Über die genauen, vom Ausstellerstaat aufgestellten Erteilungsvoraussetzungen und Erfordernisse an den Antrag kann verbindlich nur seine zuständige Auslandsvertretung (Konsularabteilung der Botschaft oder [General-]Konsulat) Auskunft erteilen. Viele Staaten achten auf die genaue Einhaltung dieser Voraussetzungen, die sich bei manchen Staaten häufig oder kurzfristig ändern können. Der Antragsteller muss bei seiner Zeitplanung neben der allgemeinen Bearbeitungsdauer auch berücksichtigen, dass die Erfüllung besonderer Antragsvoraussetzungen einen erhöhten Aufwand bedeuten kann: So fordern manche Staaten die persönliche Anwesenheit des Antragstellers, oder Lichtbilder müssen in einem bestimmten Format vorgelegt werden, das im Wohnsitzland des Antragstellers unüblich sein kann. Einige Ausstellerstaaten bieten eine beschleunigte Ausstellung gegen eine erhöhte Gebühr an. Typisch ist eine Bearbeitungsdauer von einem bis 14 Tagen. Manche Konsulate bieten an, das Visumverfahren auf postalischem Weg abzuwickeln; ob diese Möglichkeit eingeräumt wird, kann von der Staatsangehörigkeit des Antragstellers abhängen oder für verschiedene Auslandsvertretungen desselben Staates unterschiedlich geregelt sein. Die meisten Staaten schließen eine Haftung für die Verzögerung bei der Visumerteilung von vornherein aus oder können sie mit einem Hinweis auf Schwierigkeiten des Einzelfalls ablehnen.

### Elektronisches Visum
Immer häufiger ist eine Beantragung als elektronisches Visum (kurz e-Visum) möglich. Der Antragsteller gibt seine Passdaten über eine Internetseite ein und lädt eventuell noch zusätzliche Dokumente, wie Passbilder, als Dateien hoch. Die Prüfung des Antrags erfolgt dann entweder manuell oder automatisiert über eine Software. Im letzteren Fall erhält er oft schon nach wenigen Minuten bis Stunden eine Rückmeldung, ob das Visum genehmigt wurde oder nicht. Im Erfolgsfall wird die Genehmigung in einem Computersystem des Reiselandes gespeichert, auf das die Grenzübergangsstellen Zugriff haben. So kann die Einreiseberechtigung bei Ankunft nach Einlesen des Reisepasses schnell überprüft werden.
Die elektronische Beantragung hat für den Antragsteller und für den ausstellenden Staat große Vorteile: Der Antragsteller erspart sich ein Verschicken des Passes auf dem Postweg und/oder eine Fahrt zum zuständigen Konsulat. Er behält seinen Pass und kann während der Bearbeitungszeit eine andere Reise unternehmen oder gleichzeitig weitere Visa beantragen. Außerdem wird er meist sehr viel schneller über Genehmigung oder Ablehnung informiert. Der ausstellende Staat kann auf die personalintensive Bearbeitung von Visumanträgen in den Konsulaten verzichten und an einer zentralen Stelle bündeln. Das führt zu einer erheblichen Kosteneinsparung, was sich häufig auch in einer niedrigeren Bearbeitungsgebühr niederschlägt. Diese Vorteile haben dazu geführt, dass immer mehr Staaten auf das elektronische Antragsverfahren umstellen. Beispielsweise hat Saudi-Arabien 2019 das zuvor sehr aufwändige klassische Visumverfahren durch die elektronische Variante ergänzt, um den Tourismus im Land zu fördern. Allerdings ist es bei einer elektronischen Antragsstellung schwieriger, beigefügte Dokumente auf Veränderungen oder Fälschungen zu prüfen. Deshalb steht die Möglichkeit eines elektronischen Visums oft nur Antragsstellern aus wenigen Staaten zur Verfügung, bei denen die Gefahr eines Missbrauchs, wie einer illegalen Arbeitsaufnahme, als gering eingeschätzt wird. Oft ist auch die zulässige Reisedauer eingeschränkt. So erlaubt Russland mit einem e-Visum lediglich einen Aufenthalt von maximal 16 Tagen, für eine längere Reise muss weiterhin ein konventioneller Antrag gestellt werden.

### Visum bei Ankunft
Dies ist die für den Reisenden bequemste Form. Das Visumantrag wird hier direkt bei der Ankunft im Reiseland gestellt und entschieden, meist gegen Zahlung einer kleinen Gebühr. Häufig ist dieses vereinfachte Verfahren auf wenige Grenzübergangsstellen, wie an internationalen Flughäfen, beschränkt. Manchmal muss die Einreise dennoch zuvor online angemeldet werden, so dass es sich eigentlich um ein e-Visum handelt.

## Visum und Grenzübertritt
Der genaue rechtliche Inhalt der Entscheidung über ein Visum lässt sich am besten anhand des rechtlichen Zusammenhangs zwischen der Erteilung eines Visums und der Gestattung der Einreise bei der Grenzkontrolle erklären. Er ist in verschiedenen Rechtsordnungen unterschiedlich ausgestaltet, was im Zusammenhang mit dem Rechtsschutz gegen ein nicht gewährtes Visum oder eine Einreiseuntersagung wichtig wird:
- In einigen Staaten, wie etwa den USA und Japan, wird das Visum rechtlich nicht als Aufenthaltstitel behandelt, sondern als Urkunde eigener Art, die eine notwendige Voraussetzung dafür darstellt, an der Grenzübergangsstelle erst den eigentlichen Antrag auf Zulassung der Einreise und des Aufenthalts zu stellen.[30] Das Visum selbst berechtigt also nicht zum Aufenthalt. Das Aufenthaltsrecht wird vielmehr erst bei der Einreise gewährt. Diese rechtliche Konstruktion ermöglicht es den Einwanderungsbeamten, die Einreisevoraussetzungen trotz vorhandenen Visums beim Grenzübertritt zu überprüfen und erst nach dieser Prüfung die Einreise zu gestatten. Gegen eine Entscheidung eines US-Grenzbeamten gibt es keinen Rechtsbehelf.[31]
- In Europa, vor allem im Schengen-Raum, wird das Visum hingegen überwiegend als eine vorab erteilte Erlaubnis zur Einreise und zum Aufenthalt angesehen.[32] Mit dem Visum sind die Einreise und auch der nachfolgende Aufenthalt zunächst erlaubt. Die tatsächliche Gestattung der Einreise mit einem Visum beinhaltet dann nicht mehr eine selbstständige Entscheidung der Grenzkontrollbeamten über den Aufenthalt. Auch im Schengen-Raum sind aber die Einreisevoraussetzungen beim Grenzübertritt erneut zu prüfen.[33] Daher muss auch bei vorhandenem Visum eine Möglichkeit bestehen, die Einreise zu verhindern. Zu einem ähnlichen Ergebnis wie die US-Konstruktion führen daher Regelungen, wonach der Widerruf von Visa vor der Einreise unter erleichterten Voraussetzungen möglich ist.[34] Folgerichtig behandelt das deutsche Aufenthaltsrecht ein Visum als einen Aufenthaltstitel, der vor der Einreise erteilt wird.[35]

Für den Rechtsschutz ergibt sich aus diesem Unterschied, dass nach dem ersten Modell auf Gestattung der Einreise geklagt werden kann (weil damit eine neue Entscheidung verbunden ist), nach dem zweiten Modell eine Klage hingegen auf Erteilung des Visums und gegen einen etwaigen Widerruf zu richten ist.
Im Allgemeinen führt ein Visum zur Erlaubnis des Aufenthalts in einem bestimmten Staat oder in einer Staatengruppe (z. B. Schengen-Raum) und für einen bestimmten Zeitraum (bei Besuchervisa typischerweise bis zu drei Monaten).

## Visum und Grenzkontrollstempel
Die Abgrenzung zwischen einem Visum und einem Grenzkontrollstempel kann – ebenso wie der rechtliche Inhalt eines Visums – nur anhand der Rechtsordnung des jeweiligen betreffenden Staates bestimmt werden. Es sind vor allem folgende Gestaltungen verbreitet:

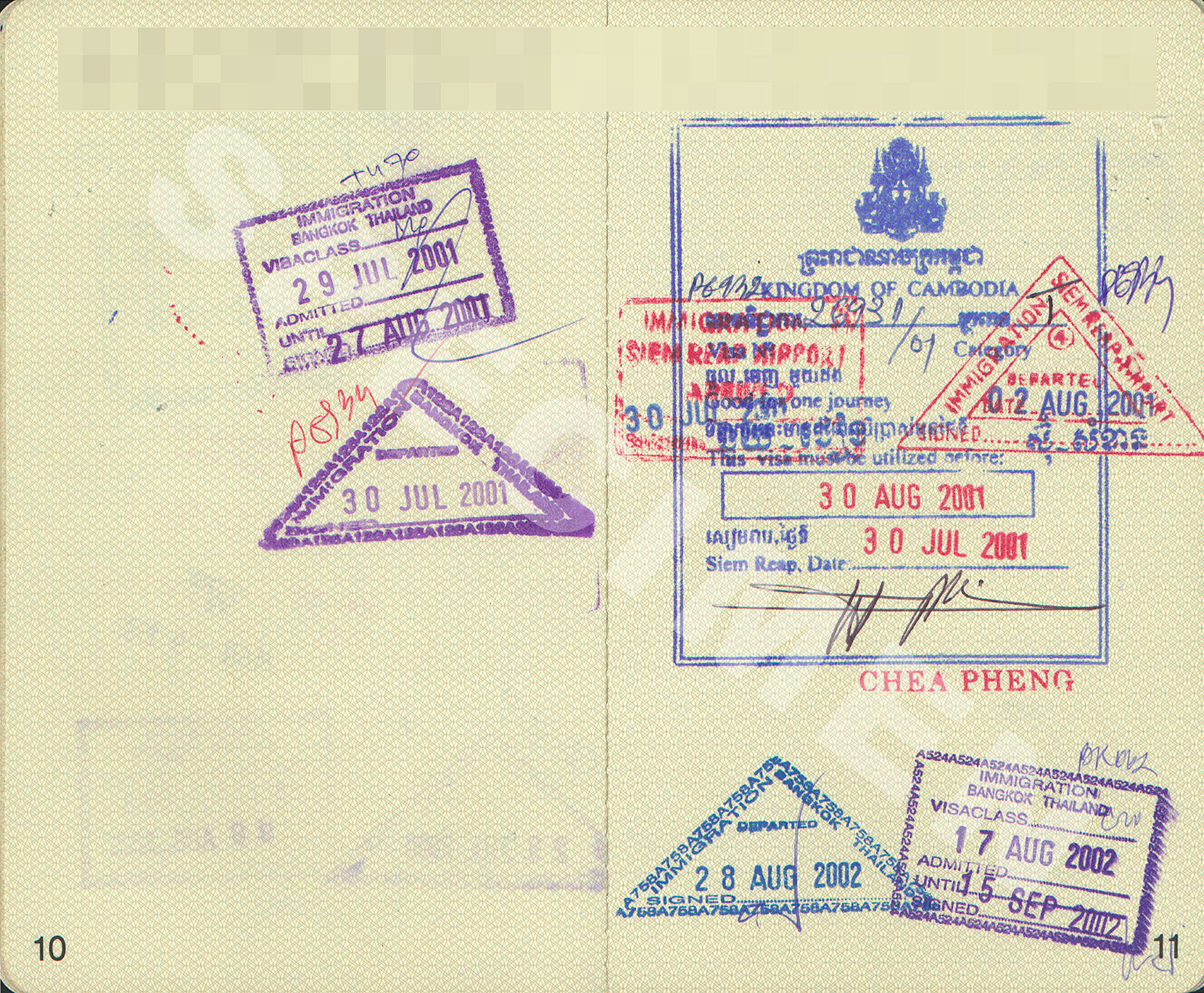
Sichtvermerke zur Ein- und Ausreise (Kambodscha und Thailand)

- Nachweis der Tatsache des (kontrollierten) Grenzübertritts: Der Grenzkontrollstempel dokumentiert lediglich die Einreise (oder Ausreise). Er enthält Angaben wie etwa zum Tag, zum Ort und zum verwendeten Transportmittel. Diese Funktion hat der Grenzkontrollstempel etwa in den Schengen-Staaten.[37] Er gibt Aufschluss darüber, wie häufig ein – nur für eine begrenzte Zahl von Einreisen – gültiges Visum verwendet wurde und ob die Höchstaufenthaltsdauer überschritten wurde. Ein Aufenthaltsrecht von Ausländern, die visumfrei einreisen dürfen, wird dann nicht durch den Stempel gewährt, sondern leitet sich unmittelbar aus Rechtsvorschriften ab, wie im Falle des Schengen-Raums aus Artikel 20 des Schengener Durchführungsübereinkommens.
- Information über das Aufenthaltsrecht im Kontrollstempel: Es handelt sich um eine Variante des ersten Falles: Das Aufenthaltsrecht ergibt sich aus dem Gesetz, sein Umfang (etwa: Aufenthalt bis zu 90 Tagen erlaubt) wird im Kontrollstempel mitgeteilt, ohne dass durch die Stempelung eine eigene rechtliche Entscheidung getroffen wird.
- Nachweis der Aufenthaltsentscheidung: Sieht das Recht des Einreisestaates vor, dass das Aufenthaltsrecht erst bei der Einreise durch eine Entscheidung des Grenzkontrollpersonals verliehen wird, kann durch den Einreisestempel diese Entscheidung dokumentiert werden.[38] Kombinationen mit der ersten Variante sind denkbar (etwa: Dokumentation nur des Grenzübertritts durch den Stempel im Pass, Dokumentation der Länge und Art des erlaubten Aufenthalts auf einer separaten Einreisekarte). Einige Staaten (wie etwa Israel, Malaysia und Singapur) beurkunden bei visumfreien Einreisen die Aufenthaltsentscheidung mit Angabe der zulässigen Aufenthaltsdauer (z. B. 90 Tage) und des Aufenthaltszwecks (z. B. Besucher) im Kontrollstempel, während sie bei Einreisen mit Visum durch einen anderen Kontrollstempel nur die Tatsache der Einreise entsprechend der ersten Variante dokumentieren.
- An der Grenze erteiltes Visum: Einige Staaten erteilen Visa regelmäßig an der Grenze und versehen diese Visa dann ggfs. zusätzlich mit Einreisekontrollstempeln. Dies ist etwa in der Türkei im Hinblick auf einige dort visumpflichtige Staaten üblich.[39] Im Schengen-Raum können ebenfalls Visa an der Grenze erteilt werden, allerdings nur als Ausnahmevisum, wenn ein unvorhersehbarer und zwingender Einreisegrund geltend gemacht wird und ein besonderes Interesse (etwa politischer oder humanitärer Natur) glaubhaft gemacht wird.[40]

Der Form nach einem Visum ähnlich sind Einreisekontrollvermerke, die als Etikett in den Pass geklebt werden, fälschungssicherer gestaltet sind als gewöhnliche Stempel und die Grenzkontrolle erleichtern, etwa über Barcodes, die bei der Ausreise wieder eingelesen werden können, damit ein Ausreise- dem dazugehörigen Einreisevorgang zugeordnet werden kann. Japan verwendet zum Beispiel ein derartiges Verfahren.
Des Weiteren gibt es in fast allen Ländern Zurückweisungsstempel, wenn eine Person nicht in das Land aufgenommen wird (siehe Stempel Entry denied – Einreise von Ägypten nach Israel).

## Gegenseitigkeit
Ob Staatsangehörige anderer Staaten der Visumpflicht unterworfen werden oder nicht, bestimmt sich allein nach dem Recht des Einreisestaates. Es besteht kein allgemeiner Grundsatz des Völkerrechts, wonach hinsichtlich der Visumpflicht Gegenseitigkeit zu gewähren wäre oder nicht. Ein anderes Ergebnis könnte sogar dazu führen, dass ein eventuell sicherheitspolitisch problematischer Staat seinen Bürgern universelle Visumfreiheit dadurch verschaffen könnte, dass er selbst alle Ausländer visumfrei stellt.

### Sichtvermerksabkommen
In sogenannten „Sichtvermerksabkommen“ haben allerdings zahlreiche Staaten auf zweiseitiger Grundlage vereinbart, ihren Staatsangehörigen gegenseitig Visumfreiheit zu gewähren. Zumeist beziehen sich diese Abkommen dabei nur auf bestimmte Aufenthaltskategorien, wie etwa Touristen, oder Aufenthalte für einen bestimmten Höchstzeitraum. Teils sind diese Abkommen asymmetrisch ausgestaltet. In diesen Fällen gewähren sie für die Angehörigen des einen Staates günstigere Rechte als für die Angehörigen des anderen Vertragsstaats. Beispielsweise gewährt ein Sichtvermerksabkommen von 1953, das zwischen Deutschland und den USA geschlossen wurde, den Staatsangehörigen der USA eine visumfreie Einreise nach Deutschland für zahlreiche Zwecke, während es für Deutsche nur eine erleichterte Visumerteilung vorsieht. Umgekehrt gewährt das Sichtvermerksabkommen zwischen Deutschland und Mexiko deutschen Touristen einen visumfreien Aufenthalt für sechs Monate in Mexiko, während das Abkommen Mexikanern für Aufenthalte in Deutschland keine vergleichbaren Vergünstigungen einräumt.
Sichtvermerksabkommen, die vor dem 1. September 1993 von Schengen-Staaten geschlossen worden sind, bleiben mit ihren Vergünstigungen wirksam; das Recht der Europäischen Union sieht für die Mitgliedstaaten die Möglichkeit vor, diese älteren Sichtvermerksabkommen weiter anzuwenden. Inzwischen können Schengen-Staaten Sichtvermerksabkommen nur noch eingeschränkt schließen, weil die entsprechende Regelungsmaterie weitgehend in die Gesetzgebungskompetenz der Europäischen Union übergegangen ist. Sichtvermerksabkommen der EU-Mitgliedstaaten dürfen sich demnach nur noch auf Sachverhalte beziehen, in denen die Europäische Union den Mitgliedstaaten eine eigene Regelungszuständigkeit belassen hat.

### Verhandlungsmechanismus der Europäischen Union
In den Schengen-Staaten besteht eine einheitliche Liste der visumpflichtigen und nicht visumpflichtigen Herkunftsstaaten. Es ist politisches Ziel der Europäischen Union, allen Unionsbürgern Visumfreiheit zumindest in denjenigen Staaten zu verschaffen, deren Staatsangehörige ohne Visum in den Schengen-Raum einreisen dürfen. Die Europäische Kommission verhandelt deshalb mit denjenigen Drittstaaten, deren Staatsangehörige von der Visumpflicht befreit sind, über die Aufhebung derjenigen Visumvorschriften, die ausschließlich Staatsbürger einzelner EU-Mitgliedsländer benachteiligen. Dieses Verfahren bindet den benachteiligten EU-Mitgliedstaat in die Verhandlungen ein und unterliegt bestimmten Berichtspflichten. Die Kommission kann dem Rat der Europäischen Union die vorübergehende oder dauerhafte Einführung einer Visumpflicht für Bürger des betreffenden Staates vorschlagen. Da das Gewicht einer Einführung der Visumpflicht für den gesamten Schengen-Raum oder auch nur der entsprechenden Drohung weitaus höher ist als die Einführung der Visumpflicht nur in einem einzelnen Schengen-Staat, ist dieser Mechanismus vor allem geeignet, kleinere und daher politisch weniger durchsetzungskräftige Mitgliedstaaten vor unannehmbaren Reisebeschränkungen zu schützen.
Die Europäische Kommission hat die Frage der Gegenseitigkeit von Visumbefreiungen gegenüber betroffenen Drittstaaten nach Einführung des Verhandlungsmechanismus auf höchster politischer Ebene behandelt und im Verhältnis zu Mexiko und Neuseeland bereits vollständige Gegenseitigkeit erreicht. Im Hinblick auf Kanada erwägt die Kommission die Empfehlung, „geeignete Maßnahmen in Betracht zu ziehen“, während sie mit Bezug auf die USA die Empfehlung äußert, die Wirkung einer dortigen Gesetzesänderung zunächst abzuwarten.

## Visa nach dem Schengen-Recht

Visakategorien
Schengenmitglieder
EU-Mitglieder außerhalb des Schengenraums (Republik Irland und Republik Zypern) sowie abhängige Gebiete von EU-Mitgliedern mit identischen Visaregeln
Visa-freier Zugang zum Schengenraum für 90 Tage in einem Zeitraum von 180 Tagen (Verordnung (EU) 2018/1806, Anhang II)
Visa nötig (Verordnung (EU) 2018/1806, Anhang I)
Visa nötig auch für Transit über Schengenstaaten (Verordnung (EG) 810/2009, Anhang IV)

An den Binnengrenzen im Schengen-Raum finden grundsätzlich keine Personenkontrollen statt. Die Regelungen für die Ausgestaltung und Erteilung von Visa für den Schengen-Raum sind vor diesem Hintergrund vereinheitlicht worden und erteilte Visa gelten grundsätzlich für den gesamten Schengen-Raum. Ein europaweites System, mit dem automatisch Personen im Schengen-Raum erkannt werden, die ihre Aufenthaltsdauer überschreiten, wurde seit 2012 von der EU-Kommission vorgeschlagen, scheiterte jedoch bisher am Widerstand einzelner Mitgliedsstaaten, die das Schengener Informationssystem (SIS) nach dem Schengener Abkommen bzw. Schengener Durchführungsübereinkommen in jeweils eigener Souveränität umsetzen.

### Visakategorien
Der Visakodex der Europäischen Union führt folgende Visumkategorien auf:
- Das Flughafen-Transitvisum (Typ A) nach Art. 3 des Visakodex erlaubt lediglich den Aufenthalt im Transitbereich des Flughafengeländes, ohne dass eine Einreise (im Sinne des § 13 Abs. 2 AufenthG – die grundsätzlich als das Passieren einer Grenzkontrollstelle definiert ist) erfolgt.[51] Das Erfordernis eines Flughafentransitvisums stellt eine Ausnahme zu der Regel[52] dar, dass keine Erlaubnis zum Aufenthalt benötigt, wer sich im Staatsgebiet aufhält, ohne die Grenzkontrollstellen zu passieren oder zu umgehen. Das Flughafentransitvisum ist nur als Betretenserlaubnis bezeichnet und kein Aufenthaltstitel im rechtlichen Sinne[53] – dies findet seinen Grund darin, dass der Inhaber hiervon keine Aufenthaltsrechte abhängig machen kann und andere Staaten nicht eine durch das Internationale Zivilluftfahrtabkommen mögliche Zurückweisung mit der Begründung ablehnen können, der Transitstaat habe den Aufenthalt durch das Visum erlaubt.

- Das Kurzaufenthaltsvisum (Typ C) nach Art. 4 bis 32 des Visakodex erlaubt den durch einen zeitgebundenen Anlass verursachten und daher zeitlich kurzfristigen Aufenthalt im eingetragenen Geltungsbereich innerhalb des Gültigkeitszeitraumes. Das Visum kann eine ein-, zwei- oder mehrmalige Einreise über die Außengrenzen erlauben und von wenigen Tagen bis zu mehreren (max. fünf) Jahren gültig sein. Die erlaubten Kurzaufenthalte dürfen eine Dauer von bis zu 90 Tagen innerhalb jedes beliebigen 180-Tage-Zeitraums nicht überschreiten. Bei der Berechnung wird für jeden Tag des Aufenthalts im Schengen-Gebiet auf den an diesem Tag endenden 180-Tage-Zeitraum zurückgeschaut; es werden alle im Schengen-Gebiet verbrachten Tage gezählt (unabhängig davon, ob mit einem oder mehreren Kurzaufenthaltsvisa), Tage der Einreise und der Ausreise werden als volle Tage gezählt. Aufenthaltszeiten im Schengen-Gebiet während der Gültigkeit eines Nationalen Aufenthaltstitel oder eines Nationalen Visums werden dabei nicht mitgezählt. Abweichend von den Regelungen einiger Nicht-Schengen-Staaten muss das Schengen-Gebiet auch dann bereits am letzten Geltungstag des Visums verlassen werden, wenn die Anzahl der erlaubten Aufenthaltstage noch nicht ausgeschöpft wurde.[54]

- Das Visum für den längerfristigen Aufenthalt (Typ D) (oft auch Nationales Visum) erlaubt den Aufenthalt in einem darin bezeichneten Staat (zumeist der Ausstellerstaat; es gibt aber auch Fälle, in denen sich Staaten gegenseitig bei der Ausstellung vertreten). Es wird vom jeweiligen Zielstaat nach dessen nationalen Aufenthaltsregeln ausgestellt. Ein solches Visum gestattet wie auch ein Nationaler Aufenthaltstitel Kurzaufenthalte in anderen Schengen-Staaten.

- Nur zum Transit zwischen der Russischen Föderation und deren Exklave Kaliningrad (ehemals: Königsberg) durch die Schengen-Staaten Litauen und Polen berechtigen die Transitvisa FTD (für den Straßentransit bis zu 24 Stunden) und FRTD (für den Eisenbahntransit bis zu sechs Stunden). Diese Transitvisa werden im offiziellen Sprachgebrauch der EU als einem Visum gleichgestellte Dokumente bezeichnet. Sie werden in erleichterter Weise und zu geringen Gebühren erteilt. Sie gelten regelmäßig für einen längeren Zeitraum (FTD: zwölf Monate; FRTD: drei Monate) und werden nicht in einen Pass eingeklebt, sondern auf einem gesonderten Formular (Form for affixing the visa) ausgestellt.[55]

Häufig wird der Zweck oder Anlass des Aufenthalts im Visum angegeben. Hierfür und für weitere Auflagen und Beschränkungen ist beim Schengen-Visum das Feld „Anmerkungen“ oder ein Zusatzaufkleber zu verwenden.

### Verbleibende nationale Regelungszuständigkeiten
Im Recht der Europäischen Union ist das Visumrecht für kurzfristige Aufenthalte weitgehend umfassend geregelt hinsichtlich der Ausstellungsvoraussetzungen, der Form der Visumetiketten, des Antragsverfahrens, der konsularischen Tätigkeit und der Frage, welche Staatsangehörigen für Kurzaufenthalte überhaupt ein Visum benötigen. Siehe hierzu Hauptartikel Verordnung (EU) 2018/1806 (EU-Visum-Verordnung). Bis auf die im europäischen Recht vorgesehenen Ausnahmen können diese Punkte national nicht mehr geregelt, sondern allenfalls im Detail anhand des europäischen Rechts ausgestaltet werden. Für längerfristige Aufenthalte (mehr als 90 Tage innerhalb von sechs Monaten) verbleibt die Regelungszuständigkeit grundsätzlich – freilich im Rahmen der Harmonisierung des Aufenthaltsrechts der EU auch für längere Aufenthalte durch zahlreiche Richtlinien – bei den Mitgliedstaaten. Allerdings verwenden die Schengen-Staaten für die Visa, die für solche längeren Aufenthalte erteilt werden (Kategorie D), ebenfalls die von der Europäischen Union vorgegebenen Etiketten.
Einige Regelungszuständigkeiten verbleiben auch hinsichtlich kürzerer Aufenthalte bei den Mitgliedstaaten. So bleiben die Mitgliedstaaten für die Anerkennung von Pässen und Passersatzpapieren zuständig. Zudem dürfen die Mitgliedstaaten für bestimmte Personengruppen von den ansonsten Schengen-weit einheitlichen Regelungen zur Visumpflicht und zur Visumbefreiung abweichen. So können zum Beispiel anerkannte Flüchtlinge oder Staatenlose von der Visumpflicht befreit werden, wenn auch Staatsangehörige des Ausstellerstaates für Kurzaufenthalte von der Visumpflicht befreit sind. Weitere Möglichkeiten der Abweichung durch die Mitgliedstaaten sieht die Verordnung für Inhaber von Diplomatenpässen, Dienstpässen oder sonstigen amtlichen Pässen oder ziviles Flug- oder Schiffspersonal vor. Von den nach der Verordnung zulässigen Ausnahmen hat Deutschland durch Bestimmungen der §§ 18 bis 30 AufenthV Gebrauch gemacht.
Griechenland kann wegen einer gemeinsamen Erklärung, die bei seinem Beitritt zu den damaligen Europäischen Gemeinschaften abgegeben wurde, den bisherigen, von der griechischen Verfassung abgedeckten Status des Berges Athos beibehalten. Täglich werden an höchstens zehn männliche nicht-orthodoxe Pilger Visa zum Betreten des Gebietes ausgestellt, die in griechischer Hochsprache verfasst sind. Sie berechtigen zur Einreise auf dem Seeweg und zu einem viertägigen Aufenthalt.

### Visa und Aufenthaltstitel
In den meisten Fällen muss bei einem längeren oder unbefristeten Aufenthalt im Gastland vor Ablauf des nationalen Visums ein nationaler Aufenthaltstitel beantragt werden (etwa in Fällen des Familiennachzugs). Mit diesem Aufenthaltstitel sind auch visumfreie kurzfristige Aufenthalte in anderen Schengen-Staaten zulässig, sofern ein gültiger und vom Zielreisestaat anerkannter Pass vorliegt, ausreichende Reisemittel vorhanden sind und der Zielstaat nicht konkrete Sicherheitsbedenken vorbringen kann.
Es gibt aber auch Fallgruppen, in denen der gesamte Aufenthalt allein mit dem Visum erfolgt (etwa bei Saisonarbeitern mit einem nationalen Visum, das für mehrere Monate gültig ist). Häufig werden die Aufenthaltstitel erst nach sehr langer Bearbeitungsdauer erteilt.

### Visa und Aufenthaltskarten nach der Richtlinie 2004/38/EG
Von drittstaatsangehörigen Familienangehörigen von Unionsbürgen kann für die Einreise in einen Mitgliedstaat dann ein Visum verlangt werden, wenn dieser eine visumpflichtige Staatsangehörigkeit nach Anhang I der EU-Visumverordnung hat. Die erforderlichen Visa sind gebührenfrei auszustellen. Das Recht auf die visumfreie Einreise wurde allerdings durch die Richtlinie 2004/38/EG auch auf an sich visumpflichtige Familienangehörige (Drittstaatsangehörige) von EWR-Bürgern erweitert, die ihr Recht auf Freizügigkeit wahrnehmen. Bei Vorliegen einer Aufenthaltskarte nach Artikel 10 der Richtlinie und unter der Bedingung, dass die Reise entweder gemeinsam mit dem EWR-Bürger erfolgt oder diesem nachgefolgt wird, können Familienangehörige ohne zusätzliches Visum in jeden anderen EWR-Mitgliedstaat einreisen. Für den anschließenden Aufenthalt benötigen die freizügigkeitsberechtigten Familienangehörigen ohnehin keinen Aufenthaltstitel oder Visum. Die Aufenthaltskarte begründet kein Aufenthaltsrecht, sondern dient nur zu dessen Nachweis, sie ist deshalb vom Charakter her nicht mit einem Aufenthaltstitel oder Visum, sondern eher mit einem Ausweis zu vergleichen.
Allerdings setzen einige Mitgliedstaaten diese Bestimmung der Richtlinie nicht oder nicht richtig um (Stand: Januar 2011), sodass es nach wie vor zu Schwierigkeiten bei Reisen zwischen Schengener und Nicht-Schengener EU-Staaten kommen kann (Verweigerung der Benutzung des Verkehrsmittels durch die Transportgesellschaft, Verweigerung der Einreise durch Grenzschutzbehörden).
Aufenthaltskarten für Familienangehörige von EWR-Bürgern, die durch einen Schengenstaat ausgestellt wurden, sind schengenrechtlich einem nationalen Aufenthaltstitel gleichzusetzen und berechtigen deshalb zur Inanspruchnahme des visumfreien Kurzaufenthaltsrechtes nach Art. 21 SDÜ. Aufenthaltskarten, die von Nicht-Schengener Staaten ausgestellt wurden, berechtigen nur dann zur visumfreien Einreise, wenn der Familienangehörige sein Recht auf Freizügigkeit tatsächlich ausübt (Begleiten oder Nachziehen).
Zu beachten ist jedoch das MRAX-Urteil des EuGH, wonach das Recht auf Einreise in einen Mitgliedstaat unmittelbar auf dem abgeleiteten Recht auf Freizügigkeit gründet. Sollte der eigentlich visumpflichtige Familienangehörige, der den Unionsbürger begleitet oder ihm nachzieht, sein Freizügigkeitsrecht nachweisen können, darf ihm die Einreise nicht aus rein formalen Gründen wie zum Beispiel einem fehlenden Pass und/oder Visum verweigert werden. Gegebenenfalls ist das erforderliche Visum an der Grenze zu erteilen.

### Aufbau des Visumetiketts
Das Schengen-Visum ist mehrfarbig, wobei die dominierenden Farben Grün und Violett sind. Es enthält umfangreiche Sicherheitsmerkmale, wie beispielsweise spezielle Drucktechniken (Irisdruck und Stichtiefdruck), ein produktbezogenes geschütztes Kinegramm und ist in folgender Weise aufgebaut:
| Zeile | Inhalt | Beispiel |
| ----- | --- | -------- |
| Kopf  | Schriftzug „VISUM“ in der Landessprache und Dokumentennummer. In der neuen Version „VISUM“ in der Landessprache und auf Englisch „VISA“ und die Dokumentennummer. |          |
| 1     | Staaten oder Staat, für die das Visum ausgestellt ist. Beispiele: - „Schengener Staaten“ oder „Stati Schengen“ oder „Etats Schengen“ usw.: Alle Schengener Staaten. - „Deutschland“: Nur für Deutschland. - „D, F, E“: Nur für Deutschland, Frankreich und Spanien. - „Schengener Staaten (-F, P)“: Für alle Schengener Staaten außer Frankreich und Portugal.                                                |          |
| 2     | Rahmengültigkeit „von … bis“, erfasst wird der erste Geltungstag und der Tag der spätesten Ausreise. |          |
| 3     | - Visumtyp „A“, „C“, „D“ - Anzahl der Einreisen („01“, „02“ oder „MULT“ für mehrere); - maximale Gesamtaufenthaltsdauer je 180-Tage-Zeitraum im Gültigkeitszeitraum, möglich sind Eintragungen bis „90“ (bei Kurzaufenthaltsvisa) und bis „365“ oder auch „XX“ bei nationalen Visa (bei „XX“ steht bei deutschen Visa in der Zeile 6: von „Die Aufenthaltsdauer entspricht der Gültigkeitsdauer des Visums“). |          |
| 4     | Ausstellungsort. |          |
| 5     | Ausstellungsdatum; Nummer des Reisedokuments (i. d. R. die Reisepassnummer des ausländischen Reisepasses). |          |
| 6     | Anmerkungen, z. B. Aufenthaltszweck oder Beschränkungen der Erwerbstätigkeit, Nebenpflichten oder Aufenthaltsbeschränkungen. Beispiel: Besuchs-/Geschäftsvisum, Erwerbstätigkeit nicht gestattet. In der neuen Version ggf. noch ein 2D-Matrix-Code rechts unten. |          |

Es folgen zwei Codierzeilen, die jeweils obligatorisch 36 Zeichen in der Schriftart „OCR-B“ enthalten und in folgender Weise aufgebaut sind:
| 1. Codierzeile | 1. Codierzeile                   | 1. Codierzeile |
| Stelle         | Inhalt                           | Erläuterungen |
| -------------- | -------------------------------- | --- |
| 1              | Dokumentenart Visum              | Immer „V“ |
| 2              | Visumkategorie                   | A (Flughafen), C (Kurzzeit) oder D (national) |
| 3–5            | Ausstellerstaat                  | ICAO-Code: BEL, CHE, CZE, DNK, D<<, EST, GRC, ESP, FRA, ITA, LVA, LTU, LUX, HUN, MLT, NLD, AUT, POL, PRT, SVN, SVK, FIN, SWE, ISL, NOR                                                      |
| 6–36           | Nachname und Vorname             | Nachname und Vorname sind durch zwei Füllzeichen (<) voneinander zu trennen; einzelne Namensteile sind durch ein Füllzeichen zu trennen (<); verbleibende Stellen sind mit „<“ aufzufüllen. |
| 2. Codierzeile |                                  | |
| Stelle         | Inhalt                           | Erläuterungen |
| 1–9            | Visumnummer                      | identisch mit der Nummer oben rechts auf dem Etikett |
| 10             | Kontrollziffer                   | Berechnet nach ICAO-Norm |
| 11–13          | Staatsangehörigkeit des Inhabers | ICAO-Code für den betreffenden Staat |
| 14–19          | Geburtsdatum                     | Gliederung JJMMTT, wenn Monat oder Tag unbekannt: „<“ |
| 20             | Kontrollziffer                   | Berechnet nach ICAO-Norm |
| 21             | Geschlecht                       | „F“ für Frauen, „M“ für Männer, „<“ für „keine Angabe“ |
| 22–27          | letzter Gültigkeitstag           | Gliederung JJMMTT |
| 28             | Kontrollziffer                   | Berechnet nach ICAO-Norm |
| 29             | Räumliche Beschränkung           | „T“ bei räumlicher Beschränkung, sonst „<“ |
| 30             | Anzahl der Einreisen             | „1“, „2“ oder „M“ |
| 31–32          | Dauer des Aufenthalts            | Zahl in Tagen, bei Visum Typ D „<“ |
| 33–36          | Beginn der Gültigkeit            | Format MMTT |

## Großbritannien
In Großbritannien finden die Schengen-Regeln keine Anwendung, weshalb eine eigene, nationale Liste der stets visumpflichtigen und der für Kurzaufenthalte visumbefreiten Staatsangehörigen besteht. Im britischen Recht wird unterschieden zwischen der Einreiseerlaubnis (leave to enter), der Aufenthaltserlaubnis (leave to remain) und dem Visum (entry clearance). Entsprechend der kontinentaleuropäischen Rechtskonstruktion gilt dabei das Visum auch als Einreise- und Aufenthaltserlaubnis. Das Visum ist für die stets visumpflichtigen Staatsangehörigen immer, für andere Staatsangehörige (außer für Unionsbürger, Bürger des Europäischen Wirtschaftsraums und Schweizer) dann Einreisevoraussetzung, wenn sie sich länger als sechs Monate in Großbritannien aufhalten möchten. Zahlreiche Staatsangehörige benötigen in Großbritannien ein Flughafentransitvisum für Zwischenlandungen und das Umsteigen, auch wenn sie den Transitbereich des Flughafens nicht verlassen. Für Visa, die den Schengen-Kategorien A bis C entsprechen, wird die Schengen-Visumvignette verwendet; dennoch gilt das Visum nur für Großbritannien. Daueraufenthaltsvisa werden hingegen auf einem eigenständigen britischen Visummuster erteilt. Bestimmte Personengruppen, die nach den britischen Gesetzen von der Visumpflicht befreit sind (z. B. Regierungsmitglieder, Staatsoberhäupter oder Seeleute aus bestimmten Staaten), erhalten zur Bestätigung der visumfreien Einreiseerlaubnis einen Sichtvermerk („D:EXEMPT“), der dem Grenzpersonal die Berechtigung zur visumfreien Einreise bescheinigt.

## Diplomatenvisa und Protokollausweise
Das Diplomatenvisum, das auch in Kartenform als sogenannter Protokollausweis ausgegeben wird, bestätigt bei der Grenzkontrolle, dass sein Inhaber den Status eines akkreditierten Diplomaten besitzt und als solcher in dem Staat, in dem er akkreditiert ist, von den ausländerrechtlichen Regelungen ausgenommen ist. In Deutschland werden diese Dokumente, die auch als FREMIS-Papiere (von „Fremde Mission“) bezeichnet werden, vom Auswärtigen Amt ausgestellt.
Inhaber eines Diplomatenpasses oder Dienstpasses aus bestimmten Staaten (z. B. Türkei für Einreisen nach Deutschland) benötigen zudem für Reisen im Gegensatz zu anderen Bürgern desselben Staates oftmals kein Visum, weil sie nicht im Verdacht stehen, aus wirtschaftlichen Gründen einwandern zu wollen. Umgekehrt verlangt zum Beispiel Frankreich von Diplomaten aus Israel ein Visum, während Inhaber eines gewöhnlichen israelischen Reisepasses in den Schengen-Raum visumfrei einreisen können.

## Visa außerhalb der Europäischen Union

### Australien
In Australien bedürfen alle Ausländer einer Erlaubnis in Form eines Visums, um dort einzureisen und sich dort aufzuhalten. Das australische Recht unterscheidet hierbei zwischen permanent visa, die zeitlich unbegrenzt erteilt werden, und temporary visa, die für einen bestimmten Zeitraum, bis zum Eintreten eines speziellen Ereignisses oder für die Dauer eines bestimmten Status des Inhabers gelten. Das zur Behebung von Fachkräftemangel erteilte Fachkräftevisum kann je nach Art entweder ein dauerhaftes oder ein zeitlich befristetes sein. Die Inhaber von befristeten Visa können allerdings bei Erfüllen gewisser Voraussetzungen ebenfalls ein dauerhaftes Visum bekommen.
Eine Besonderheit gilt aufgrund des Trans-Tasmanischen Reiseabkommens für die Staatsangehörigen Neuseelands. Diese müssen nicht bereits vor Reiseantritt ein Visum beantragen; vielmehr wird ihnen bei Vorliegen aller Voraussetzungen mit der Einreise automatisch ein sogenanntes Special Category Visa erteilt. Dieses Visum stellt eine Besonderheit im australischen Recht dar, da es zwar als temporary visa gilt, dem Inhaber aber erlaubt, sich dauerhaft in Australien aufzuhalten und dort auch ohne Einschränkungen zu arbeiten. Eine weitere Besonderheit gilt über die sogenannte Special purpose visa beispielsweise für die Angehörigen der königlichen Familie und sonstiger offizieller Gäste der australischen Regierung.
Weiterhin können einige Staatsangehörige für touristische und geschäftliche Kurzaufenthalte eine sogenannte Electronic Travel Authority beantragen. Dabei handelt es sich um eine personenbezogene Freigabeeintragung in der Datenbank der australischen Einwanderungsbehörde, die bei der Flugbuchung durch eine Fluggesellschaft oder ein Reisebüro, aber auch vom Antragsteller selbst über das Internet beantragt werden kann. Die Bearbeitungsdauer beträgt 30 Sekunden. Das ETA-Visum unterteilt sich in das eVisitor-Verfahren, das für die Staatsangehörigen der EU, des EWR und der Schweiz gilt und das kostenlos ist, und in das ETA-Verfahren für sonstige privilegierte Länder. Letzteres Verfahren kostet im Gegensatz zum eVisitor 20 Dollar.
Eine Zwischenlandung auf einem australischen Flughafen ist ohne Visum möglich, vorausgesetzt der Flughafen wird nicht verlassen und der Aufenthalt beträgt maximal 8 Stunden. Des Weiteren ist ein bereits gebuchter Anschlussflug eine Voraussetzung. Sollte die Wartezeit auf den Anschlussflug jedoch über 8 Stunden betragen, wird das Transit Visum (Subclass 771) benötigt. Dieses Visum kann kostenlos beantragt werden und gewährt einen Aufenthalt von bis zu 72 Stunden auf australischem Boden.
Angehörige anderer Staaten können seit August 2014 ebenfalls online ein Besuchsvisum (Visitor e600 Visa) beantragen, das im Falle der Erteilung ebenfalls entsprechend in der Datenbank der Einwanderungsbehörde hinterlegt wird. Lediglich die Staatsangehörigen Indonesiens und Somalias müssen bei Besuchsaufenthalten noch über die zuständige australische Vertretung ein Visum beantragen, das in ihrem Reisepass vermerkt wird.

### Japan

Der japanische Einreisevermerk dokumentiert die Entscheidung über den Aufenthalt, ist aber kein Visum. Der QR-Code erleichtert die Registrierung der Ausreise, die mit dem blauen Stempel bescheinigt wird.

In Japan gilt ein Visum nicht als unmittelbarer Aufenthaltstitel, sondern als Voraussetzung für die Einreiseerlaubnis (landing permission), die der Einwanderungsbeamte nach der Einreisekontrolle in Form eines Aufklebers im Pass erteilt und die für die Rechtmäßigkeit des Aufenthalts erforderlich ist. Im Dezember 2014 waren Angehörige von 67 Staaten in Japan für Aufenthalte ohne Erwerbstätigkeit, die eine bestimmte vom Herkunftsstaat abhängige Dauer nicht übersteigen, von der Visumpflicht befreit. Sie erhalten bei Erfüllung der Einreisevoraussetzungen also ohne Visum die landing permission.
In Japan bestehen sieben Visumkategorien; dabei wird zwischen 28 verschiedenen Anlässen des Aufenthalts unterschieden. Zur Beschleunigung des Antragsverfahrens kann eine Vorabzustimmung (certificate of eligibility) einer japanischen Ausländerbehörde, die die Erfüllung von Aufenthaltsvoraussetzungen bestätigt, bei der Beantragung des Visums vorgelegt werden, wodurch sich die Befassung der Ausländerbehörde durch die bearbeitende Auslandsvertretung erübrigt.
Japan unterhält für jüngere Menschen, auch aus Deutschland, auf der Grundlage gegenseitiger Abkommen ein Programm für Ferienarbeitsaufenthalte, wofür ein Working-Holiday-Visum ausgestellt wird.

### Russland

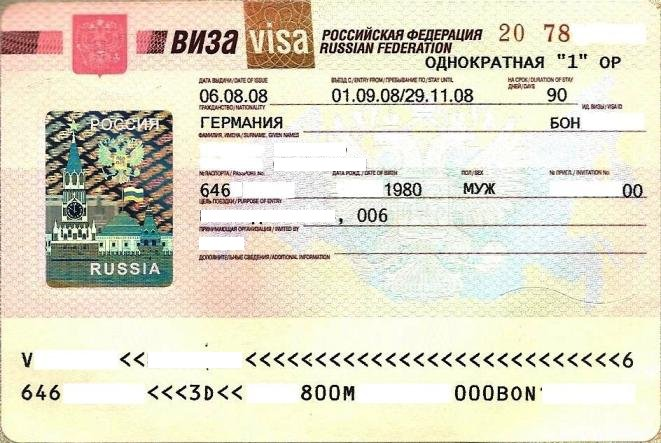
Russisches Visum aus dem Jahr 2008

Das Recht der Russischen Föderation unterscheidet zwischen Visa für Touristen, für Geschäfts- und Dienstreisen, Studienaufenthalte, Kultur- und Schüleraustausch, Dauervisa für Geschäftsreisen, Transitvisa und Besuchervisa für Privatreisen zu Familienangehörigen.

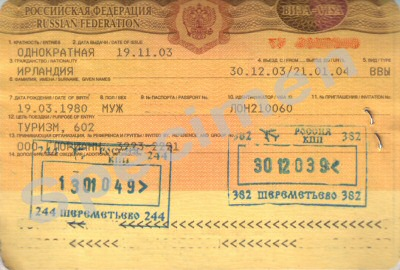
Russisches Visum älterer Art aus dem Jahr 2003

Die Europäische Union und Russland haben über die Formalitäten der Erteilung von Visa für einen Zeitraum bis zu 90 Tagen ein Abkommen geschlossen. In diesem Abkommen wird geregelt, welche Dokumente von Mitgliedern offizieller Delegationen, Geschäftsleuten und Verbandsvertretern, Lkw-, Bus- und Zugpersonal, Journalisten, Wissenschaftlern und Künstlern, Schülern und Studenten, Sportlern und weiteren Personen bei der Antragstellung vorzulegen sind. Zudem ist nach dem Abkommen die Erteilung von Mehrfachvisa vorgesehen. Das Abkommen ist zur Zeit suspendiert. Touristen, auch Individualtouristen, benötigen für ein Visum die in einer bestimmten Form erteilte Bestätigung eines russischen Reiseveranstalters. Personen, die privat, von einer Organisation oder von einem Unternehmen in Russland eingeladen werden, müssen bei der Beantragung des Visums eine von russischen Behörden ausgestellte oder bestätigte Einladung auf einem speziellen Formular im Original vorlegen.
Nach der Einreise und nach jedem Ortswechsel muss innerhalb von sieben Werktagen (Stand: 1. April 2011) durch den tatsächlichen Gastgeber mit der bei der Grenzkontrolle ausgestellten Migrationskarte eine Anmeldung oder Registrierung beim Ausländeramt oder bei einem Postamt vorgenommen werden, wodurch die Reisenden korrekt erfasst und mögliche illegale Einwanderungen verhindert werden sollen. Die Bestätigung dieser Registrierung muss ständig mitgeführt werden. Bei einem Hotelaufenthalt kann die Anmeldung im Hotel erfolgen.

### Schweiz

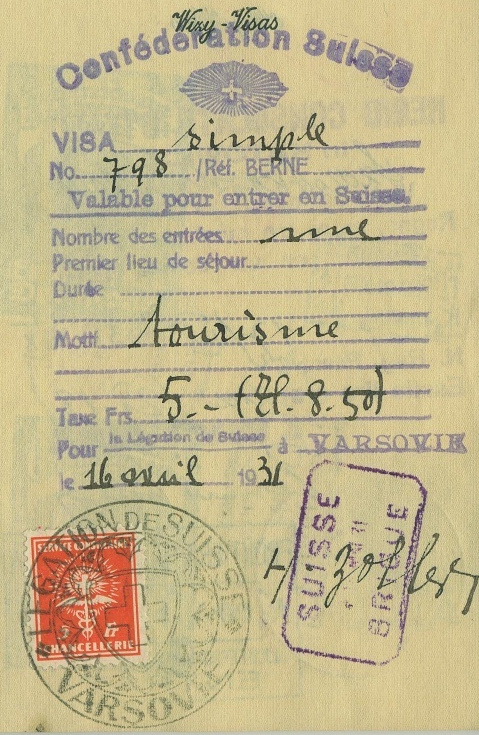
Schweizer Visum aus dem Jahr 1931

Das seit dem 1. Januar 2008 geltende neue Schweizer Recht ist derart ausgestaltet, dass sein Wortlaut ohne weiteres Gesetzgebungsverfahren seit der Inkraftsetzung der Schengen-Regeln in der Schweiz, also seit dem 12. Dezember 2008, an das Schengen-Recht angepasst wurde. Hinsichtlich des Visumverfahrens gelten seit jenem Zeitpunkt keine Besonderheiten mehr, sodass für die Schweiz hinsichtlich der Kurzaufenthalte dieselben Regeln gelten wie im übrigen Schengen-Raum.
Beabsichtigt ein Ausländer einen Aufenthalt in der Schweiz, der über den Zeitraum eines Kurzaufenthalts hinausgeht – also im gesamten Schengen-Raum eine Dauer von mehr als 90 Tagen innerhalb eines Bezugszeitraums von sechs Monaten hat –, oder beabsichtigt er die Ausübung einer Erwerbstätigkeit in der Schweiz, muss eine Bewilligung des Aufenthaltes vor der Einreise eingeholt werden. Wird die Bewilligung erst nach der Einreise während eines bewilligungsfreien Aufenthalts beantragt, ist die Entscheidung über die Bewilligung ggfs. im Ausland abzuwarten, es sei denn, der Antrag ist offensichtlich begründet und die zuständige kantonale Behörde lässt daher eine Ausnahme zu.
Ausländer aus EU-Staaten, die in der Schweiz arbeiten, erhalten nach dem Niederlassungsabkommen EU-Schweiz einen Grenzgängerausweis. Ausländer mit einem Aufenthaltstitel eines Schengen-Staates können sich nach Art. 21 des Schengener Durchführungsübereinkommens bis zu drei Monate lang ohne Visum in der Schweiz aufhalten, dürfen aber ohne Schweizer Bewilligung keine Erwerbstätigkeit ausüben.
Nach einem Abkommen aus dem Jahr 2009 zur Erleichterung der Visaerteilung zwischen Russland und der Schweiz hat der Bundesrat im Jahr 2022 analog zur Europäischen Union das Visumerleichterungsabkommen mit Russland vollständig suspendiert.

### USA

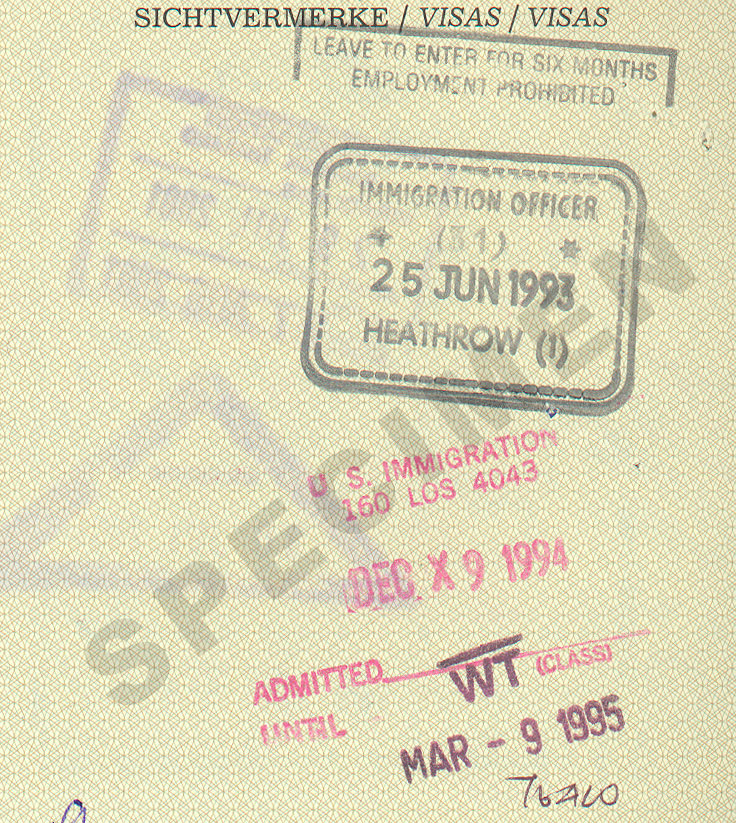
Einreisesichtvermerke, UK (1993) und USA (1994)

In den USA wird rechtlich zwischen der Ausstellung eines Visums und der Einreiseerlaubnis (admission) unterschieden. Ein Visum berechtigt nicht zu Einreise und Aufenthalt, sondern ist lediglich Voraussetzung für die Einreiseerlaubnis, die von einem Einwanderungsbeamten erteilt werden kann. Jeder Ausländer, der in das Gebiet der USA einreist, gilt als Antragsteller für eine Einreiseerlaubnis, es sei denn, er hat dort bereits einen Daueraufenthaltsstatus, der nicht erloschen ist. Somit dokumentiert nicht das Visum, sondern erst der Einreisekontrollstempel vor Ort die Entscheidung über die Rechtmäßigkeit der Einreise und des Aufenthalts.
Visa werden in einer Vielzahl verschiedener Kategorien vergeben, die etwa nach Verwandtschaftsgrad mit US-Bürgern, nach Lebenssituation oder Einreisegrund unterscheiden. Dabei wird zwischen Einwanderungsvisa (immigrant visa) und Nichteinwanderungsvisa (nonimmigrant visa) unterschieden. Zu den Besonderheiten der US-Visaregelungen gehören eigene Visakategorien für Mitarbeiter der Vereinten Nationen (Kategorien C-2, G-1 bis G-5), für Informanten der US-Regierung (Kategorien S-5 und S-6) sowie für Opfer von Verbrechen und Menschenrechtsverletzungen (z. B. Kategorien T, U und TPS). Für die Erteilung von Visa oder die Erlaubnis der Einreise ist es in zahlreichen Fällen erforderlich, dass andere Behörden beteiligt werden, die etwa für die Verwaltung des Arbeitsmarkts oder für Kulturangelegenheiten zuständig sind.

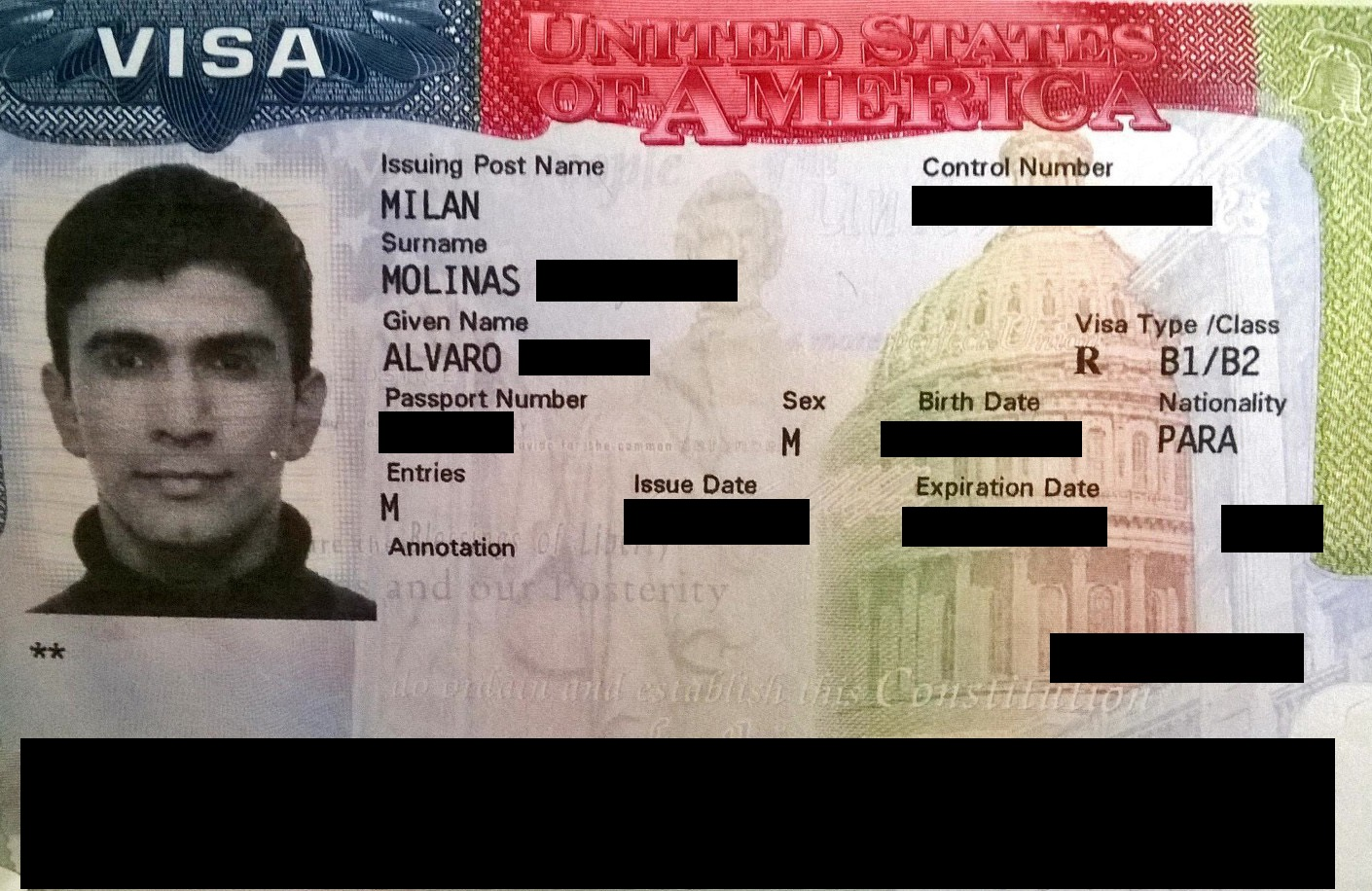
US-Visum der Kategorie B1/B2 Besuchs- und Geschäftsvisum.

Für die Erteilung auch eines kurzfristigen ‚B-Visums‘ für Tourismus oder Business-Zwecke ist die Teilnahme an einem persönlichen Interview notwendig. Termine dafür werden nach Antrag für die Konsulate in Berlin, München oder Frankfurt am Main vergeben.
Ein längerer Aufenthalt als durch das Visum gestattet wird als overstay eingestuft. Ein overstay kann Sanktionen wie die Ablehnung späterer Visaanträge oder eine Einreisesperre zur Folge haben.

#### Visa Waiver Program
Bürger von derzeit 40 Staaten können das Visa-Waiver-Programm nutzen, bei dem kein Visum beantragt werden muss. Dazu kann für die typische Einreise über den Luft- oder Seeweg seit dem 12. Januar 2009 eine Anreisegenehmigung eingeholt werden, bevor die Reise angetreten wird. Dabei ist aber zu beachten, dass Passagiere von Frachtschiffreisen nur in seltenen Fällen vom Visa-Waiver-Programm Gebrauch machen können. Fast immer ist ein ‚B-Visum‘ erforderlich. Der Reise-Antrag muss mindestens 72 Stunden vor Antritt der Reise bei der Electronic System for Travel Authorization (ESTA; deutsch Elektronisches System zur Anreisegenehmigung) genannten Behörde in einem Online-Dialog gestellt und von den US-Behörden (Ministerium für Innere Sicherheit) genehmigt werden. Sofern kein Widerruf erfolgt, sind Reisegenehmigungen zwei Jahre ab Datum der Erteilung der Genehmigung gültig, oder bis zum Ablauf der Gültigkeit des Passes, je nachdem, welches Ereignis zuerst eintritt. Seit dem 26. Mai 2022 wird eine ESTA-Gebühr von 21 US-Dollar erhoben, die mit Kreditkarte oder PayPal zahlbar ist. Für die Einreise über den Landweg ist keine Anreisegenehmigung erforderlich.
Eine positive Anreisegenehmigung stellt keine Garantie für eine Berechtigung zur Einreise in die USA dar. Man ist damit berechtigt, eine Reise anzutreten, die Entscheidung zur Einreise obliegt jedoch nach wie vor den Grenzbeamten bei der Ankunft. Unabhängig davon, ob mit einem Visum oder über das Visa-Waiver-Programm eingereist wird, müssen seit dem 4. Oktober 2005 für alle Reisenden – ausgenommen US-Bürger und Passagiere mit dauerhafter Aufenthaltsgenehmigung für die USA – die APIS-Daten (Advance Passenger Information System) seitens der Fluggesellschaft an die US-Behörden übermittelt werden. Erforderlich sind zusätzlich zu den Daten im Reisepass: Land des Hauptwohnsitzes sowie Anschrift der ersten Übernachtung bzw. Mietwagenstation in den USA (für Transitreisende wird lediglich der Vermerk „TRANSIT“ eingetragen). Die Fluggesellschaften haben momentan noch verschiedene Möglichkeiten, die APIS-Meldung zu übermitteln. Erwünscht wird die Fluggastmeldung bereits 72 Stunden vor Abflug, erforderlich ist sie bis spätestens 30 Minuten vor Schließung der Türen.
Im Januar 2016 wurden die Regelungen des Visa-Waiver-Programmes verschärft. Danach können Personen, die zusätzlich zur Staatsangehörigkeit eines VWP-Landes auch die iranische, irakische, syrische oder sudanesische Staatsangehörigkeit besitzen, sowie Personen, die nach dem 1. März 2011 in eines dieser Länder oder in den Jemen, in Somalia oder Libyen eingereist sind, nicht mehr unter Nutzung des Visa-Waiver-Programm in die USA einreisen. Vielmehr müssen diese Personen fortan ein Visum bei der zuständigen US-Vertretung beantragen. Bereits erteilte Anreisegenehmigung wurden zurückgenommen. Ausgenommen hiervon sind Journalisten sowie Personen, die im Auftrag von internationalen oder humanitären Hilfsorganisationen gereist sind.
Der Arrival-Departure Record, CBP Form I-94/I-94W ist seit dem 31. März 2011 nur noch bei der Einreise auf dem Landweg in Papierform erforderlich und wird sonst üblicherweise digital geführt.
Wer das Programm zur visumfreien Einreise nutzt, verzichtet zugleich auf Rechtsmittel im Falle einer Zurückweisung.
Im Jahr 2013 wurde 700 Deutschen am Grenzübergang die Einreise untersagt (also 0,03 % der insgesamt 2,7 Mio. Einreisen). Auch Reisende, die mit einem Visum die Gestattung der Einreise beantragen, können zurückgewiesen werden, wenn sie die Einreisevoraussetzungen entsprechend ihrer Visumkategorie nicht darlegen können. Das US-Recht enthält eine Vermutung, wonach jede einreisende Person in die USA einwandern möchte. Es ist aus rechtlicher Sicht Angelegenheit des Einreisenden, die Grenzkontrollbeamten vom Gegenteil zu überzeugen oder aber das Vorliegen der Einwanderungsvoraussetzungen nachzuweisen. In der Praxis reicht hierfür zumeist die Vorlage eines Nichteinwanderungsvisums oder des ausgefüllten Formulars für das Visa Waiver Program und gegebenenfalls die schlüssige Erläuterung des Reisezwecks, der Bindungen an den Herkunftsstaat (z. B. Arbeitsplatz, Wohneigentum) und der vorhandenen Finanzmittel (Bargeld, Kreditkarte, Reiseschecks) aus. In diesem Zusammenhang werden Einreisende häufig auch nach ihrem Arbeitsplatz befragt.
Seit Ende 2016 fragt der US-Grenzschutz Einreisende zudem nach ihren Social-Network-Accounts. Auch Testläufe für eine automatisierte Kontrolle der Social-Media-Accounts wurden unternommen.
Die Permanent resident card, auch landläufig als Green Card bezeichnet, fällt nicht in die Kategorie der Nichteinwanderungsvisa, sondern stellt eine grundsätzlich unbefristete Aufenthaltserlaubnis dar, die als Ausweis in den USA ständig mitzuführen ist und bei der Einreise zugleich die Funktion des Visums erfüllt. Bei einer Abwesenheit von mehr als zwölf Monaten ist eine zusätzliche Wiedereinreiseerlaubnis (re-entry permit) erforderlich.

#### Einschränkungen der Visa-Vergabe
Im Zuge der Auseinandersetzung mit mehreren Universitäten, darunter Harvard, setzten die USA im Mai 2025 die Verfahren zu Studenten- und Austauschvisa (Kategorien F, M und J) vorläufig aus. Die Regierung kündigte an, eine strengere Überprüfung der Antragsteller samt erweiterter Kontrolle ihrer Social-Media-Aktivitäten durchführen zu lassen. Die Regierung kündigte außerdem an, Visa von Studierenden mit Verbindungen zur Kommunistischen Partei Chinas oder mit Studienfächern in kritischen Bereichen zu widerrufen. Außerdem würden alle Visa-Anträge aus China und Hongkong genauer als bisher geprüft. Bereits seit 2020 gilt eine Sperre der Visa-Vergabe an chinesische Studierende und Forscher mit Verbindungen zu Chinas Militär.

### Volksrepublik China

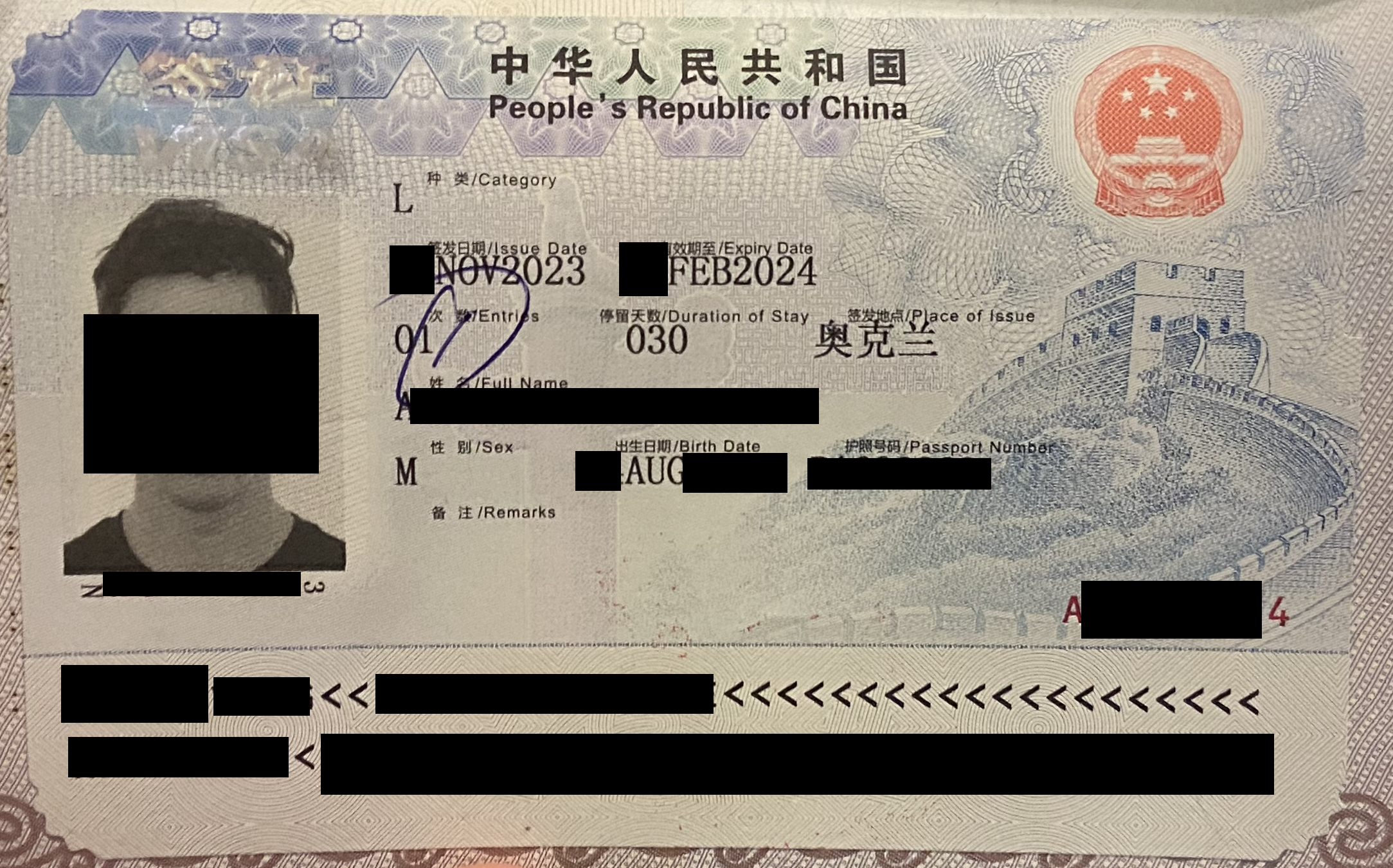
Chinesisches Touristenvisum (neue Version seit 2023)

Bei einem „China-Visum“ handelt es sich um einen Nachweis der Erlaubnis zur Einreise in die Volksrepublik China oder zum Transit durch die VR China. Man unterscheidet hierbei zwischen acht verschiedenen Kategorien. Möchte man ein Touristenvisum für China beantragen, so hat man mehrere Möglichkeiten.
Man benötigt zunächst einmal folgende Dokumente:
- Reisepass im Original (dieser muss mindestens noch sechs Monate nach Reiseende gültig sein)
- Visum-Antragsformular
- Passfoto (dieses wird auf dem Antragsformular befestigt)
- Reisebestätigung/Rechnung mit Flugplan und Hotelliste (ggf. vom Reiseveranstalter)
- Auftragserteilung für den Visumdienst (falls man einen Service für die Beantragung des China-Visums in Anspruch nimmt)

Das Touristenvisum für die VR China ist 30 Tage gültig. Man kann es ca. 50 Tage vor der China-Reise beantragen.
Es gibt zwei Möglichkeiten, ein Visum für die VR China zu beantragen. Zum einen kann man das Visum selbst beantragen, zum anderen kann man einen Visumservice damit beauftragen. Seit Ende Oktober 2012 wird das China-Visum durch CVASC abgewickelt. Das CVASC ist der chinesischen Botschaft vorgeschaltet, da diese Visumanträge nicht mehr persönlich entgegennimmt. Die vollständig ausgefüllten Visumanträge können dann an die jeweiligen Außenstellen des CVASC in Berlin, Frankfurt/Main, Hamburg und München eingereicht werden. Die Anträge kann man auch auf der Website des CVAS herunterladen. Das CVASC erhebt jedoch zusätzliche Gebühren für postalisch zugesandte Visumanträge. Inzwischen gibt es auch die Möglichkeit, das Visum nach China zusammen mit dem Flugticket zu erwerben. Flug und Visum nach China zusammen sind oft preiswerter als der Einzelerwerb.
Wenn man während einer Reise aus der VR China aus- und wieder einreisen möchte, z. B. für einen Zwischenstopp in einem Nachbarland, benötigt man ein China-Visum mit zweimaliger Einreise. Gleiches gilt für einen Zwischenstopp in Hongkong. Hongkong führt trotz Übergabe an China im Jahr 1997 immer noch den Status „International“ und kommt somit bei der Einreise nach Hongkong einer Ausreise aus der VR China gleich.

### Indien

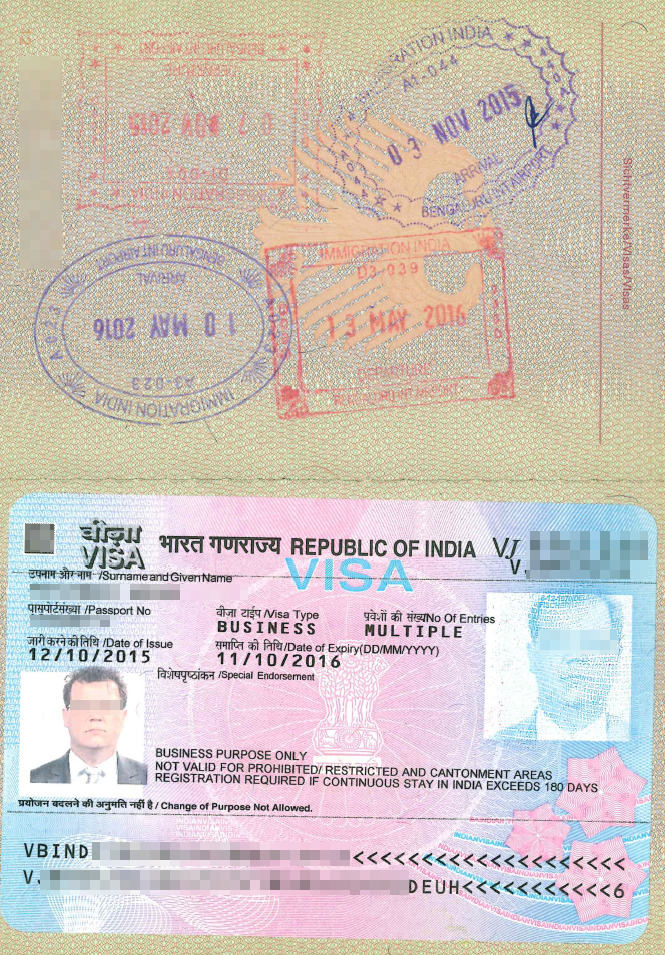
Indisches Visum und Ein-/Ausreisestempel in deutschem Pass, 2015/2016

Die Einreise nach Indien erfordert für Inhaber eines deutschen Passes ein Visum. Indien bietet
- Geschäftsvisa
- Arbeitsvisa
- Studentenvisa
- Transitvisa und
- Einreisevisa für besondere Anlässe an.[137]

Das Visum wird über das Internet beantragt, die in diesem Prozess erzeugte PDF-Datei muss ausgedruckt und unterschrieben werden und mit
- zwei Passbildern im Format 5 cm × 5 cm,

sowie – im Falle eines Businessvisums – einem
- „Invitation Letter“ und einem
- Handelsregisterauszug der in Indien besuchten Firma sowie einer
- Kostenübernahmebestätigung der aus Deutschland entsendenden Firma („Cost Absorption“) zusammen mit dem
- Pass

an den Visumsdienstleister übergeben werden, der die Erteilung des Visums durch die Botschaft oder das Konsulat in die Wege leitet.
Der Fragebogen für den Visumantrag variiert mit der Zeit, Konstanten sind neben den Passdetails Angaben zu den Eltern und die Frage, ob man pakistanische Großeltern hatte. Außerdem wird bei Mehrfachbeantragung eines Visums nach dem letzten erteilten Visum gefragt, sodass es ratsam ist, zum Beispiel für den Fall eines ablaufenden Passes die bisher erteilten indischen Visa zu dokumentieren.
Bei der Einreise nach Indien ist penibel darauf zu achten, dass der Pass entsprechend gestempelt wird; eine Ausreise ohne korrespondierenden Einreisestempel gestaltet sich extrem kompliziert.
Des Weiteren sind elektronische Visa erhältlich, die bei Einreise in den Pass gestempelt werden. E-Visa können bis zu vier Tage vor der Einreise für touristische, geschäftliche oder medizinische Zwecke beantragt werden.
Bei der Einreise nach Indien ist neben einem gültigen Visum auch eine Einreiseerklärung notwendig, die im Flugzeug bzw. am Flughafen ausgegeben wird und auf der Angaben zu persönlichen Daten und der Unterkunft in Indien zu machen sind.

### Kollisionsfälle

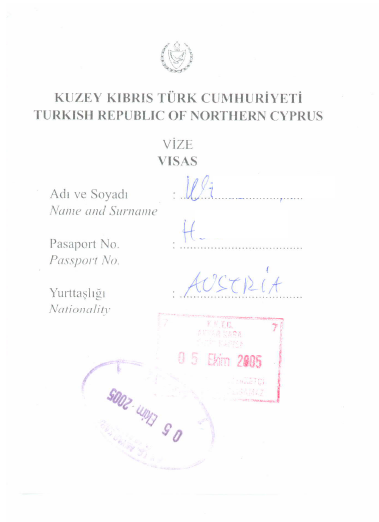
Visum von Nordzypern auf einem Einlegeblatt, 2005

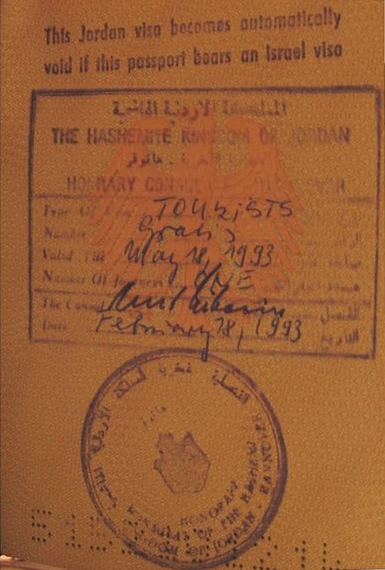
Jordanisches Visum aus dem Jahr 1993 mit einem Vermerk, wonach es ungültig wird, sobald der Pass ein israelisches Visum enthält; inzwischen haben Israel und Jordanien Frieden geschlossen, sodass solche Vermerke entfallen.

Visa und Kontrollstempel einiger Staaten in einem Reisepass können dazu führen, dass andere Staaten den Passinhaber nicht einreisen lassen oder vor der Einreise intensiv befragen. So müssen in Israel Reisende mit Sichtvermerken aus denjenigen arabischen Ländern, mit denen Israel keine diplomatischen Beziehungen unterhält, mit intensiveren Befragungen vor einer Einreiseentscheidung rechnen. Umgekehrt lassen einige arabische Staaten, etwa der Libanon und Syrien, Inhaber von Pässen, die Vermerke israelischer Behörden enthalten oder aus denen ein Aufenthalt in Israel hervorgeht, kategorisch nicht einreisen, während in anderen arabischen Ländern zumindest mit einer intensiven Prüfung des Einreisewunsches zu rechnen ist. Vor dem EU-Beitritt Zyperns verwehrten die Behörden der Republik Zypern nach Besuchen des türkisch besetzten Nordzyperns, z. B. nach Tagesbesuchen, die Wiedereinreise, wenn der Reisepass Stempel nordzyprischer Behörden enthielt. Deshalb vergaben die Behörden des Nordteils an der Grenzkontrollstelle ein abzustempelndes Tagesvisum in Form eines Einlegeblatts, sodass im Reisepass nicht gestempelt werden musste.
Ein fehlender aktueller Einreisestempel Serbiens kann bei Einreise aus dem Kosovo zu Problemen bei der Einreise bzw. Weiterreise nach Serbien führen. Da Serbien den Kosovo nach wie vor als Teil seines Staatsgebietes betrachtet, wird die Einreise aus Drittländern in den Kosovo von den serbischen Behörden als illegale Einreise nach Serbien angesehen. Da dies den kosovarischen Behörden bekannt ist, verzichten diese auf Wunsch auf eine Stempelung. Das Problem kann umgangen werden, indem bei der Einreise der Personalausweis an Stelle des Passes benutzt wird.
Ein Visum oder Einreisestempel der international nicht anerkannten Republik Arzach, die völkerrechtlich zu Aserbaidschan gehört, hatte die Verweigerung der Einreise nach Aserbaidschan und ggf. strafrechtliche Konsequenzen in Aserbaidschan zur Folge.
In ähnlichen Fällen bietet sich unter Umständen auch der Besitz zweier Pässe an, was in Deutschland oder Österreich zulässig ist; an der Grenze wird jeweils derjenige Pass vorgelegt, in dem keine für die Einreise nachteiligen Einträge enthalten sind. In der Schweiz und Liechtenstein kann ein Austauschpass ausgestellt werden, jedoch muss einer der beiden Pässe jeweils bei der Ausstellenden Behörde hinterlegt bleiben.

## Geschichte der Sichtvermerke

### 17. Jahrhundert bis zur ersten Hälfte des 19. Jahrhunderts
Die mittelalterlichen Geleitbriefe gelten als Vorläufer der heutigen Reisepässe. Sie stellten privilegierte Reisende (Diplomaten, Kaufleute, Pilger) unter den Schutz des Staates, während mittellose Reisende in manchen Regionen Deutschlands (z. B. in der Pfalz) von den Landesfürsten aufgegriffen und in leerstehenden Dörfern angesiedelt wurden. Die Regierungen der absolutistischen Staaten Europas waren daran interessiert, unnütze Reisen ihrer Bürger zu verhindern. Deshalb musste für jede Reise ein Reisepass beantragt werden, der Zeitraum und Reiseroute genau festlegte. Bevölkerungszunahme, Verarmung und wachsende Mobilität als Folge der Bauernbefreiung führten zu einer erheblichen Verschärfung der Pass- und Sichtvermerksbestimmungen. Mit der Einführung des allgemeinen Erfordernisses von Reisepässen im Zeitraum zwischen dem späten 18. und der ersten Hälfte des 19. Jahrhunderts wurde es üblich, die Dokumente durch Eintragungen an der Staatsgrenze oder zuvor kennzeichnen („visieren“) zu lassen. Seit 1813 benötigten alle Ausländer in Preußen eine Aufenthaltsbewilligung in Form eines Visums, falls sie sich länger als 24 Stunden in einer Gemeinde aufhalten wollten. Gastwirte durften Ausländer nur beherbergen, wenn ein solches Visum erteilt war, und galten als Hilfsorgane („Unteroffizianten“) der „Fremdenpolizei“.

### 1850 bis 1914
Durch die Dresdner Konvention vom 21. Oktober 1850 und die damit verbundene Einführung der Passkarte wurde die Visumpflicht im innerdeutschen Reiseverkehr endgültig abgeschafft. Neun Jahre später, im Jahre 1859, trat Österreich-Ungarn dieser Konvention bei und ermöglichte den visumfreien Reiseverkehr innerhalb der K.u.k.-Monarchie. Ab 1865 ermöglichten Bayern, Sachsen und Württemberg auch Ausländern die Einreise ohne Pass und Visum. Der Norddeutsche Bund und Österreich-Ungarn folgten bis 1867. Durch das Gesetz über das Passwesen vom 12. Oktober 1867 wurden Pass- und Sichtvermerkszwang im gesamten Gebiet des Norddeutschen Bundes vollständig aufgehoben, sie durften jedoch bei Vorliegen außergewöhnlicher Ereignisse durch eine Verordnung vorübergehend wieder eingeführt werden. Dadurch wurde das Visumrecht rechtssystematisch im Passrecht verankert und nicht etwa im Ausländer-(„Fremden“-)Recht, das weiterhin Gegenstand örtlicher oder landesherrlicher Rechtssetzung war. Diese Zuordnung blieb in Deutschland bis 1965 bestehen.

### 1914 bis 1938
Vor dem Ersten Weltkrieg benötigten die Bürger für Reisen innerhalb Europas keinen Reisepass und kein Visum. In Deutschland galt das Gesetz über das Passwesen des Norddeutschen Bundes bis in die Weimarer Zeit hinein weiter. Während des Ersten Weltkrieges wurde in allen kriegführenden Ländern ein allgemeiner Pass- und Visumzwang eingeführt, um potentielle Spione an der Einreise zu hindern und die Erfüllung der Wehrpflicht zu sichern. Im Deutschen Reich ordnete Kaiser Wilhelm II. gleichzeitig mit der Verkündung des Kriegszustandes auch die Einführung einer Passpflicht an. Mit Wirkung vom 1. August 1916 wurde in Deutschland für Ein- und Ausreisen von In- und Ausländern ein Sichtvermerkszwang eingeführt. Zugleich wurde der Reichskanzler zum Erlass weiterer Ausführungsvorschriften ermächtigt; die entsprechende Anordnung enthielt für Deutschland erstmals detaillierte Regelungen zu den Voraussetzungen der Visumerteilung und zur Zuständigkeit und Form der Visa. Jede Person benötigte einen eigenen Pass oder Kinderausweis, das Visum war vor jedem Grenzübertritt erneut einzuholen.
Dieser Pass- und Visumzwang wurde in Deutschland nach Kriegsende beibehalten und wurde sogar in der Weimarer Republik zunächst noch weiter verschärft. Nach der Verordnung vom 24. Mai 1919 betreffend Strafbestimmungen gegen die Zuwiderhandlung gegen die Paßvorschriften (RGBl. 1919, 470f.) wurde mit Geldstrafe, Haft oder Gefängnisstrafe bis zu einem Jahr bedroht, wer unbefugt die Grenzen überschritt oder von im Visum bezeichneten Reisezielen oder Reisewegen eigenmächtig abwich. Die Geldstrafe dafür wurde 1923 infolge der Inflation stark angehoben (RGBl. 1923, 249). Auch andere europäische Staaten erhielten die zunächst als kriegsbedingtes Ausnahmerecht eingeführten Beschränkungen aufrecht.
Im Juni 1924 wurden neue, sehr detaillierte Vorschriften über das Pass- und Sichtvermerkswesen erlassen (RGBl. 1924, S. 613). Deutsche Reichsangehörige unter 15 Jahren konnten demnach ohne Visum nach Deutschland (wieder)einreisen; Deutsche oder Ausländer mit Wohnsitz im Inland konnten das Ausreisevisum durch einen Unbedenklichkeitsvermerk des Finanzamtes ersetzen. Visa konnten auch allgemein mit Blick auf die „Persönlichkeit des Reisenden“ versagt werden, die Ablehnung der Erteilung erfolgte „in der Regel ohne Angabe von Gründen“. Erstmals wurde die Erteilung von Ausnahmevisa an der Grenze ermöglicht. Ausländische Landarbeiter durften bei Vorliegen einer Aufnahmezusage der „Deutschen Arbeiterzentrale“ pass- und visumfrei einreisen.
Ab 1925 begann der Gesetzgeber damit die restriktiven Visabestimmungen schrittweise zu liberalisieren. Zum 1. Januar 1925 wurde die Visumpflicht beim Übertreten der Reichsgrenze für deutsche Staatsangehörige abgeschafft. Die Änderung betraf die Ausreise Deutscher aus Deutschland. Die (Wieder-)Einreise Deutscher nach Deutschland war bereits seit Juni 1924 visumsfrei möglich. Die Visumsvorschriften anderen Staaten für Deutsche blieben unberührt. Für Ausländer mit deutscher Aufenthaltsgenehmigung oder mit Wiedereinreisevisum wurde lediglich das Ausreisevisum aus Deutschland abgeschafft. Im Übrigen blieben Ausländer über 15 Jahren bei der Einreise nach Deutschland, Ausländer ohne Wohnsitz oder Aufenthaltsgenehmigung in Deutschland auch bei der Wiederausreise visumspflichtig. Im Jahr 1932 wurden alle Ausreisevisa für sämtliche Personengruppen, die Deutschland verlassen wollten, vollständig abgeschafft.
Erst 1925 konnten deutsche Staatsbürger wieder ohne Visum nach Österreich reisen. Im Jahre 1926 wurde der Visumzwang für Reisen deutscher Staatsbürger in die Nachbarstaaten Dänemark, Luxemburg, die Niederlande, Schweden und Schweiz abgeschafft. Auch Finnland, Japan und Portugal vereinbarten mit dem Deutschen Reich die Abschaffung der Visumpflicht im gegenseitigen Reiseverkehr. Seit 1927 konnten auch Österreicher visumfrei in diese Staaten einreisen. 1928 schafften auch Großbritannien, Italien, Lettland, Norwegen, Spanien und die Tschechoslowakei den Visumzwang für deutsche Touristen ab. Kurze Zeit später erlaubten auch Estland, Jugoslawien und Ungarn die Einreise ohne Visum. Für Reisen nach Belgien, Frankreich, Litauen und Polen wurde der Sichtvermerkszwang hingegen beibehalten.
Am 1. April 1933 wurde für Reichsangehörige bis auf weiteres für die Ausreise ein Visumszwang eingeführt. Diese würde am 19. Dezember 1933 bereits wieder aufgehoben.

### 1939 bis 1945

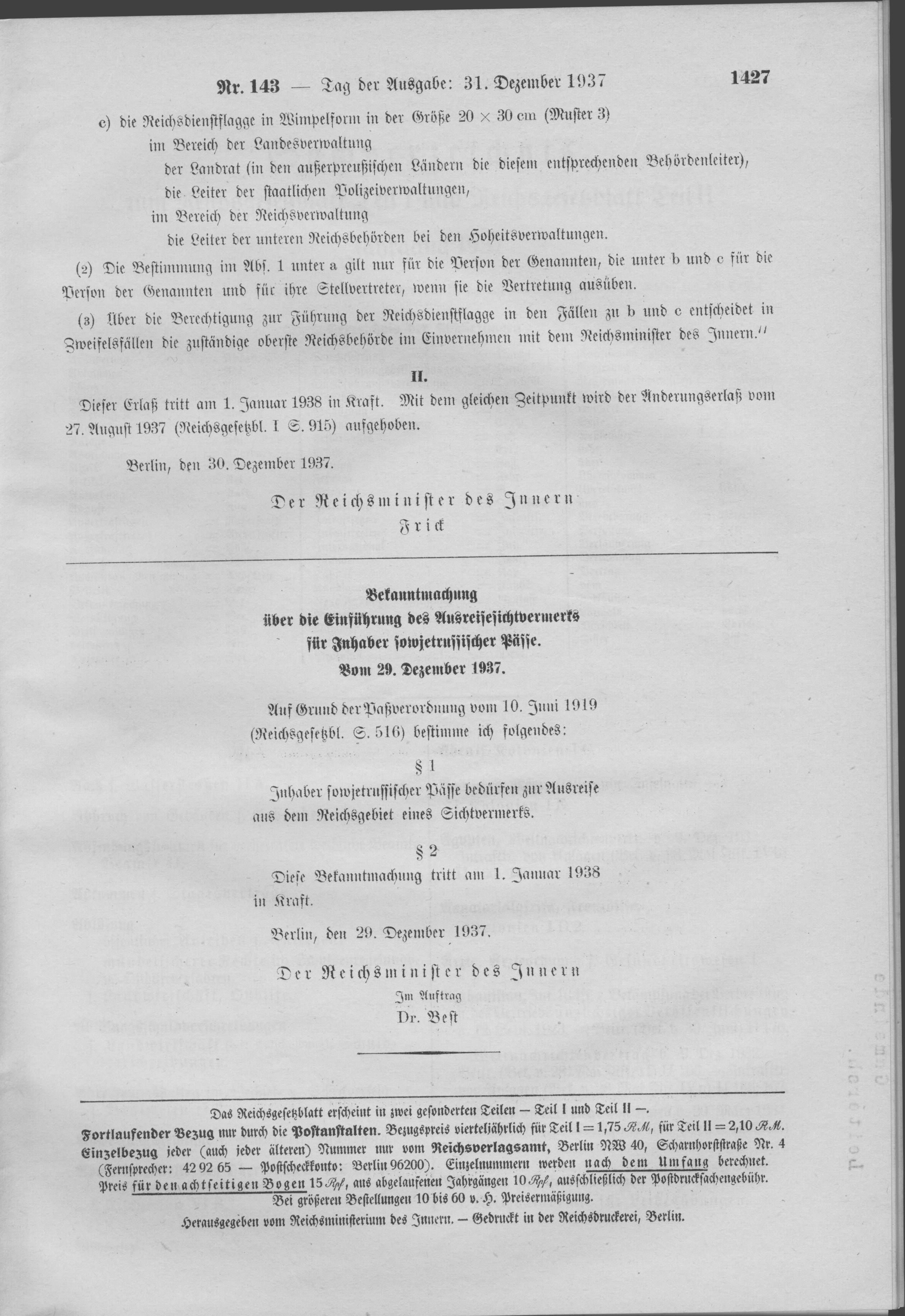
Bekanntmachung über die Einführung des Ausreisesichtvermerks für Inhaber sowjetrussischer Pässe vom 29. Dezember 1937

Im Jahr 1937 wurde im nationalsozialistischen Deutschland ein Gesetz erlassen, das den Reichsinnenminister ermächtigte, das gesamte frühere Pass-, Visum- und Ausländerrecht aufzuheben und durch Verordnung neu zu regeln.
Nach der Besetzung Österreichs durch deutsche Truppen im März 1938 verließen mehrere Tausend österreichische Juden und Gegner des NS-Regimes das Land und suchten Zuflucht in anderen europäischen Staaten. Um deren Einwanderung zu erschweren, führte Großbritannien im Mai 1938 wieder den Visumzwang für reichsdeutsche Staatsbürger ein. Dass es sich bei einem Passinhaber um einen Juden im Sinne des Reichsbürgergesetzes handelte, wurde ausländischen Visumstellen dadurch erkennbar, dass deutsche Reisepässe von Juden im Oktober 1938 für ungültig erklärt und erst wieder gültig wurden, nachdem sie mit einem roten „J“ gekennzeichnet worden waren; zur Anbringung dieses Sichtvermerks wurde eine strafbewehrte Vorlagepflicht eingeführt.
Mit dem Ausbruch des Zweiten Weltkriegs wurde in allen betroffenen Ländern ein allgemeiner Visumzwang für Ausländer eingeführt. Im Deutschen Reich wurden zudem auch Deutsche, die sich nicht bereits zu Kriegsbeginn im Ausland aufhielten, für die Ein- und Ausreise visumpflichtig.

### 1945 bis 1990 (westliche Welt)
Dieser Visumzwang wurde erst am 15. August 1950 im Reiseverkehr zwischen Österreich und der Schweiz abgeschafft. In Deutschland übernahm die Alliierte Hohe Kommission die Passhoheit und die Zuständigkeit für das Visumrecht. Bis zum 31. August 1952 erledigte das Combined Travel Board die Verwaltung des Reiseverkehrs. Im März 1952 wurde in Deutschland im Vorgriff auf die Rückübertragung der Reiseverkehrskontrollen auf die Bundesbehörden ein Gesetz über das Passwesen verabschiedet, das zwar keine Visumpflicht mehr vorsah, jedoch das Bundesministerium des Innern zur Einführung der Visumpflicht für Ein- oder Ausreisen von Ausländern durch Rechtsverordnung ermächtigte. Diese Visumpflicht wurde bis auf wenige Sonderfälle für die Einreise aller Ausländer über 15 Jahren eingeführt, jedoch mit Wirkung zum 1. Juli 1953 für westeuropäische Touristen und mit Wirkung zum 1. März 1955 auch für Touristen aus allen Staaten aufgehoben, mit denen die Bundesrepublik Deutschland diplomatische Beziehungen unterhielt und die für die Rückkehr kein Rückkehrvisum ihres Herkunftsstaates benötigten. Im Gegenzug erlaubten westeuropäische Nachbarländer ihren Bürgern durch bilaterale Sichtvermerksabkommen die visumfreie Einreise in die Bundesrepublik Deutschland.
Im Jahr 1965 wurde in der Bundesrepublik Deutschland das Visumrecht vom Passrecht in das Ausländerrecht überführt. Das Visum galt nun rechtlich als Aufenthaltserlaubnis, die „in der Form eines Sichtvermerks“ eingeholt wird. Diesen mussten vor der Einreise alle Staatenlosen und Angehörige von Staaten einholen, die nicht in einer Liste mit 84 Staaten enthalten waren.
In Österreich war seinerzeit überwiegend kein Einreisevisum erforderlich. Nach der Niederschlagung des Prager Frühlings wurde die Visumpflicht für Einreisende aus der ČSSR am 25. August 1968 eingeführt. Mit dem Anwachsen der Flüchtlingszahlen untersagte der damaligen Außenminister Kurt Waldheim die Erteilung von Visa an tschechische Flüchtlinge. Da der damalige österreichische Botschafter in Prag, Rudolf Kirchschläger, die Weisung nicht ausführte, flohen 50.000 Tschechen nach Österreich.
Im Vereinigten Königreich führte die zunehmende Zahl von Zuwanderern aus ehemaligen Kolonien in den 1960er Jahren zu Beschränkungen des Rechts zur Einwanderung auch für Briten; da damals nicht, wie heute, zwischen Staatsangehörigen des Vereinigten Königreichs und Angehörigen anderer der Krone unterstehender Besitzungen und Staaten unterschieden wurde, genossen sie zuvor grundsätzlich einen Anspruch auf Zuwanderung ins britische Stammland. Nachdem der Commonwealth Immigrations Act 1962 Einwanderungsbeschränkungen, aber keinen Visumzwang für britische Bürger einführte, die nicht von den britischen Inseln stammten, wurde mit dem Immigration Appeals Act 1969 auch die Grundlage für einen Visumzwang (entry clearance requirement) geschaffen.
In der Bundesrepublik Deutschland wurde nach der Geiselnahme von München im Jahr 1972 der Visumzwang für Staatsbürger von Libyen, Marokko und Tunesien eingeführt. Dem folgten weitere Verschärfungen: Ab 1980 wird durch die Ausweitung der Visumpflicht auf die verstärkte illegale Zuwanderung aus weiter entfernten Staaten reagiert. Wegen der hohen Anzahl türkischer Zuwanderer („Gastarbeiter“) in Deutschland war die Einführung der Visumpflicht für Staatsangehörige der Türkei zum 1. Oktober 1980 von besonderer Bedeutung. Erstmals wurde im Jahr 1981 vor dem Hintergrund des sowjetischen Einmarsches in Afghanistan eine Flughafentransitvisumpflicht eingeführt.
Seit 1982 unterlagen Ausländer über 15 Jahren (außer von EWG-Staaten), die sich mehr als drei Monate in Deutschland aufhalten wollen, der Visumpflicht. Im Jahr 1986 wurde die Flughafentransit-Visumpflicht auf neun Staaten ausgedehnt, im Jahr 1989 auch auf die Türkei.
Die Vereinigten Staaten von Amerika lockerten ab 1986 den – außer für Kanadier bestehenden – Visumzwang für die Einreise schrittweise. Nach einem Visa Waiver Pilot Program wurde das Visa Waiver Program 1990 permanent im US-Recht verankert.
Nach einigen Terroranschlägen führte Frankreich im Jahr 1986 eine Visumpflicht für alle Ausländer mit Ausnahme von Bürgern der damaligen EG und der Schweiz ein.

### 1945 bis 1990 (Ostblock)

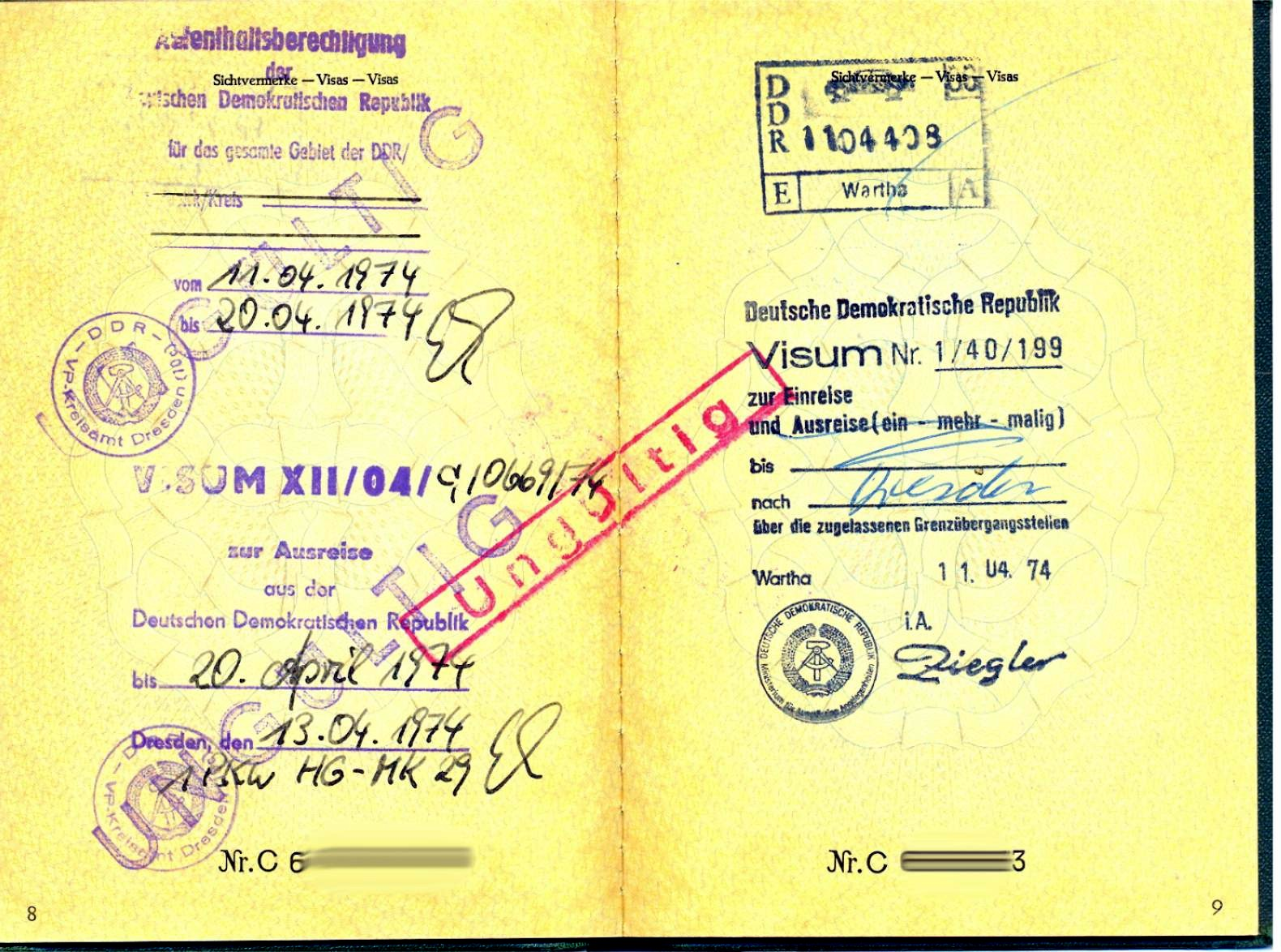
DDR-Visum, 1974

Aufenthaltsberechtigung sowie Einreise- und Ausreisevisum der DDR von 1987

In den 1960er Jahren wurde der Visumzwang für Reisen zwischen einigen Staaten des Ostblocks aufgehoben. Seit dem 1. Januar 1964 konnte die Grenze zwischen der Tschechoslowakei und Ungarn ohne Reisepass und Visum passiert werden, ein Jahr später vereinbarten auch Polen und die Sowjetunion die Abschaffung des Visumzwangs im Reiseverkehr zwischen beiden Staaten.
In der DDR war das Visum Baustein des strikten Grenzregimes. Nach dem Passgesetz der DDR von 1954 war für jeden Grenzübertritt, also jede Ein- oder Ausreise, durch eigene Bürger oder Ausländer ein Visum erforderlich; ab dem Jahr 1956 wurden hierzu Ausnahmen zugelassen, die durch Verwaltungsvereinbarungen oder Durchführungsbestimmungen getroffen werden konnten, z. B. für Reisen in andere Ostblockstaaten. Im Gesetz waren weder Regelungen zu den Erteilungsvoraussetzungen noch zu Inhalt und Grenzen der von den Innen- und Außenministerien zu erlassenden Durchführungsbestimmungen enthalten. Zur Regelung des Verkehrs zwischen den beiden Teilen Berlins nach dem Mauerbau wurden ab dem Jahr 1963 verschiedene Passierscheinabkommen geschlossen; der Passierschein war trotz seiner abweichenden Bezeichnung im Ergebnis ein Visum auf einem gesonderten Blatt, das Einwohner von West-Berlin zur Einreise in den Ostteil der Stadt benötigten. Durch das Staatsangehörigkeitsgesetz von 1967 wurde anstelle der einheitlichen deutschen Staatsangehörigkeit eine Staatsangehörigkeit der DDR eingeführt, die grundsätzlich nur an Personen, die zum Zeitpunkt der Gründung der DDR in ihr lebten, oder deren Abkömmlinge verliehen war. Deutsche aus der damaligen Bundesrepublik Deutschland wurden hierdurch aus Sicht der DDR zu Ausländern. Im Jahr 1968 wurde für den Transitreiseverkehr zwischen der Bundesrepublik Deutschland und West-Berlin eine Visumpflicht eingeführt. Im Zuge der Neuen Ostpolitik konnten zugunsten der Einwohner der alten Bundesrepublik und von Berlin (West) sowie der Angehörigen anderer westlicher Staaten Erleichterungen durchgesetzt werden: Im Viermächteabkommen über Berlin schufen die vier Siegermächte 1971 die Grundlage für das zwischen den deutschen Staaten im Jahr 1972 abgeschlossene Transitabkommen, das für den Transitverkehr zwischen der Bundesrepublik und West-Berlin vorsah, den Reisenden die Transitvisa an der Grenzübergangsstelle und dort am Fahrzeug selbst und bei durchgehenden Zügen oder Autobussen im Transportmittel zu erteilen.

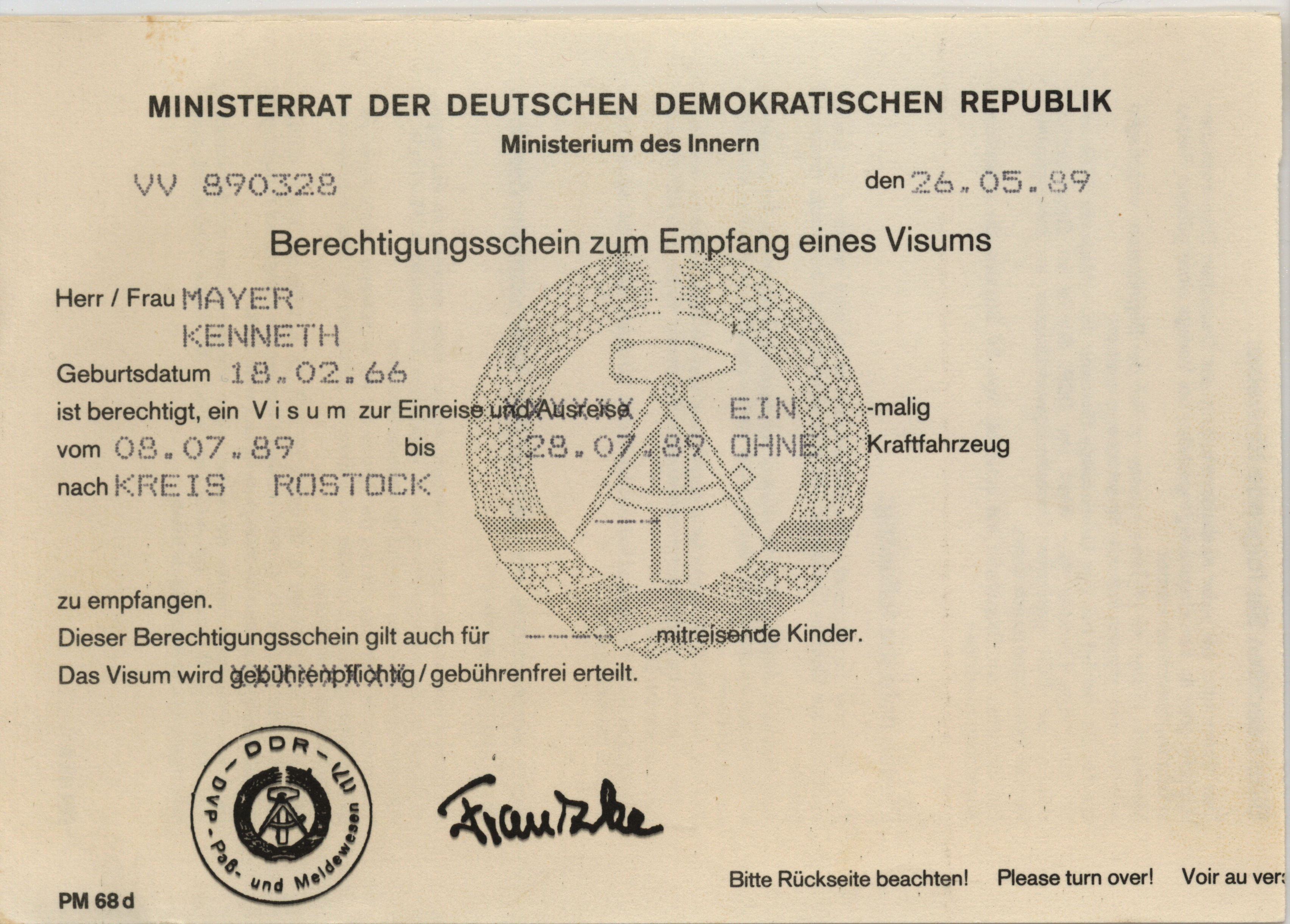
„Berechtigungsschein zum Empfang eines Visums“ der DDR

Für Besuche von Einwohnern von West-Berlin wurde 1971 die Möglichkeit zu Reisen nach Ost-Berlin und in die DDR auf Grund von auf Antrag erhältlichen Berechtigungsscheinen, touristischen Reisebuchungen oder amtlich bestätigten Telegrammen mit einer Gesamtdauer von 30 Tagen im Jahr zugelassen; auf die Ausstellung von Visa an der Grenze auf Grund der Vorlage dieser Berechtigungsscheine und die Erhebung einer Ausstellungsgebühr wurde aber nicht verzichtet. Für Ost-Berlin erhielten Bundesbürger (nicht West-Berliner!) gegen eine Gebühr auch ohne Anmeldung ein Tagesvisum in Form eines Einlegeblattes, das bei der Ausreise wieder einbehalten wurde.

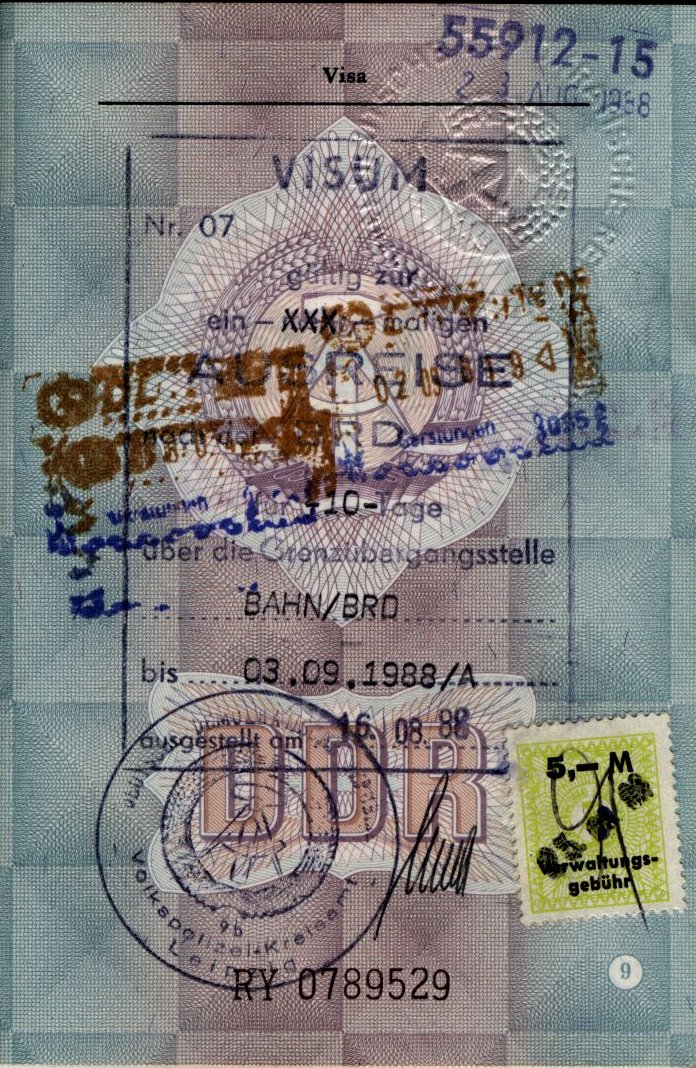
Zehn Tage gültiges Visum der DDR zur einmaligen Ausreise in die Bundesrepublik Deutschland von 1988

Für Bundesbürger wurde im Jahr 1972 für die Einreise in die DDR angeordnet, dass ein Einreisevisum an der Grenze ebenfalls nur gegen einen Berechtigungsschein erhältlich war, der von einladenden Verwandten oder Betrieben oder dem staatlichen Tourismusunternehmen in der DDR beantragt und sodann an den künftigen Reisenden per Post gesandt werden musste. So wurden Kontrollstempel und Visa mit einem beträchtlichen bürokratischen Aufwand kombiniert: Bürger aus nichtsozialistischen Staaten – auch Bundesbürger, die die DDR als Ausländer betrachtete – konnten an der Grenze ein Visum nur bei Vorlage dieses Berechtigungsscheines erhalten. Es wurde – ebenso wie eine Kontrollkarte – mit einem Einreisekontrollstempel versehen. Am Zielort musste zudem bei der vorgeschriebenen Anmeldung bei der Volkspolizei eine Aufenthaltserlaubnis beantragt werden; bei der ebenfalls obligatorischen Abmeldung wurde ein Ausreisevisum erteilt, das dann bei der Ausreise mit einem Kontrollstempel versehen wurde. Ferner war der Eintrag in das Hausbuch notwendig.
Mit einigen Ländern (Bulgarien, ČSSR, Polen) hatte die DDR Anfang der 1970er Jahre Verträge über pass- und visumfreien Reiseverkehr abgeschlossen. Diese Abkommen führten aber nicht stets zur Genehmigungsfreiheit solcher Reisen, da die DDR für Reisen ihrer Bürger in einige Vertragsstaaten verlangte, dass eine sogenannte „Reiseanlage für den visafreien Reiseverkehr“ bei den DDR-Behörden beantragt wurde. Diese Anlage berechtigte zusammen mit dem DDR-Personalausweis zum Grenzübertritt in diese Länder. In diesem Papier waren Beschränkungen zur Dauer des Aufenthalts im Zielland sowie die auf der Reise passierten Länder aufgeführt. Zum Ostblock zählende Drittstaaten unterstützten bei ihrer Grenzkontrolle die DDR bei der Durchsetzung solcher Beschränkungen. Ohne vorherige Genehmigung waren lediglich Reisen in die Tschechoslowakei sowie bis 1980 nach Polen möglich.
Mit dem im Jahr 1979 erlassenen neuen Passgesetz wurde für Bürger der DDR zwar das Erfordernis eines Einreisevisums abgeschafft, für Ausreisen vor allem in westliche Länder verlangte die DDR aber nach wie vor auch von den eigenen Bürgern ein Ausreisevisum, in dem zumeist auch eine in der Regel kurz bemessene Höchstaufenthaltsdauer festgelegt war. Ein Verweilen im Ausland über den genehmigten Zeitraum hinaus war nach dem Recht der DDR strafbar.

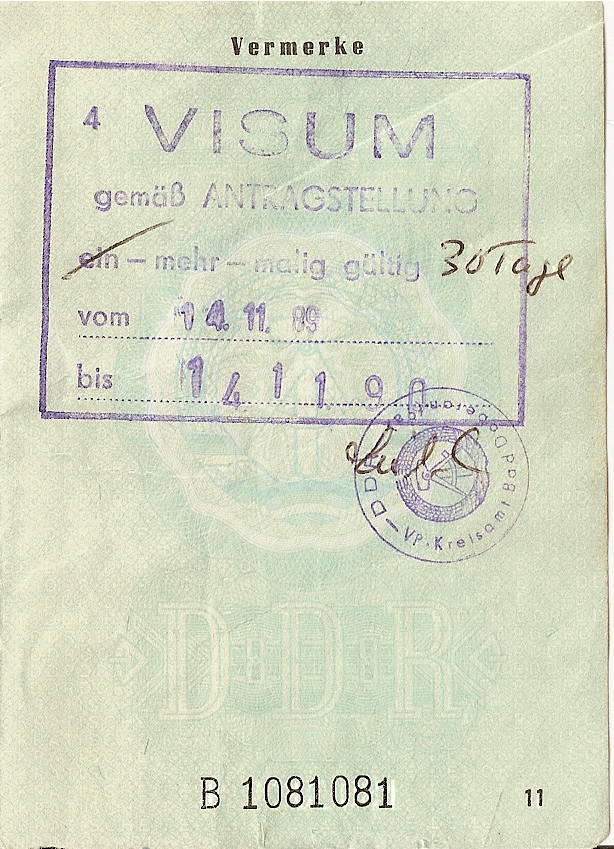
Visum zur Ausreise aus der DDR nach dem Fall der Mauer

Ein Ausreisevisum konnte nach (mehrfach geänderten) gesetzlichen Regelungen für bestimmte Reisezwecke erteilt werden, z. B. an Künstler für einen Auftritt, Wissenschaftler für eine Kongressteilnahme, Handelsvertreter und Ingenieure für einzelne Geschäfte oder an Rentner. Anderen Personen konnten Ausreisevisa für Verwandtenbesuche zu besonderen Anlässen wie etwa runden Geburtstagen oder Beerdigungen, später auch zu kirchlichen Hochzeiten und ab 1982 sogar zu Kindstaufen erteilt werden. Es bestand jedoch kein Rechtsanspruch. Meist wurde die gleichzeitige Ausreise aller Mitglieder einer Familie nicht gestattet, um eine Flucht aus der DDR zu verhindern. Die Erteilung von Ausreisevisa wurde zwar im Jahr 1988 in einer Verordnung sehr ausführlich und scheinbar vergleichsweise großzügig neu geregelt, indem sogar ein Anspruch auf die schriftliche Begründung einer Ablehnung und die Möglichkeit einer gerichtlichen Überprüfung geschaffen wurde. In der Praxis wurden aber verschiedenste Gründe für eine Verweigerung gefunden und angeführt, sodass für sehr große Teile der Bevölkerung der Erhalt eines Ausreisevisums unwahrscheinlich blieb, was auch innerhalb der DDR zu Protesten führte. Ab dem 12. September 1989 wurden infolge der Öffnung der ungarischen Grenze nach Österreich für DDR-Bürger Anträge auf Ausreise nach Ungarn vom Ministerium für Staatssicherheit gegengeprüft. Am 4. Oktober 1989 wurde die Visumpflicht auch für Reisen in die ČSSR eingeführt, aber zum 1. November wieder aufgehoben. Trotz des erheblichen Drucks der Bevölkerung sah der am 6. November 1989 veröffentlichte, sofort massiv kritisierte Entwurf eines DDR-Reisegesetzes nach wie vor das Erfordernis von Ausreisevisa für Reisen in westliche Länder vor.

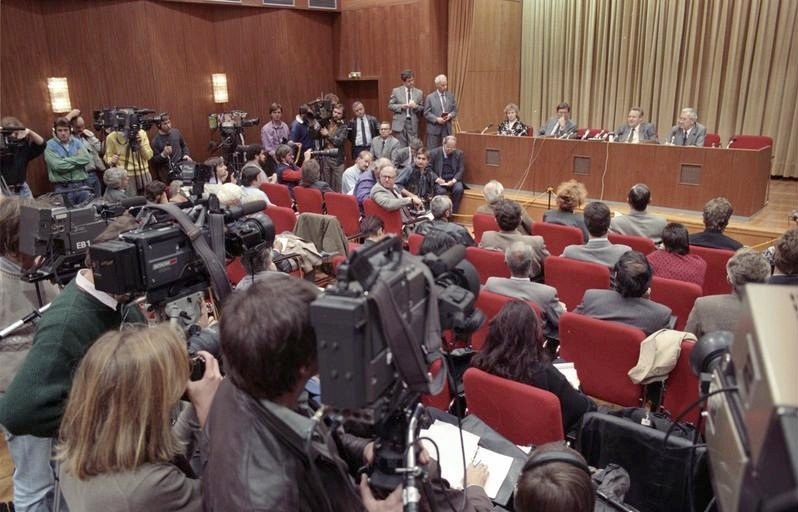
Pressekonferenz zur Reiseregelung am 9. November 1989 mit Günter Schabowski

Noch am Nachmittag des 9. November 1989 wurde in der DDR-Regierung eine Reiseregelung entworfen, die auch für „Spontanreisen“ das Erfordernis eines Ausreisevisums vorsah, das – nach Regierungsverständnis „unbürokratisch“ – nach Vorlage von zwei Anträgen und einer Zählkarte erteilt werden, jeweils ein halbes Jahr lang gelten und zu Aufenthalten außerhalb der DDR von bis zu insgesamt 30 Tagen berechtigen sollte. Die kaum verständliche Erläuterung der Regelung in einer Pressekonferenz durch Politbüromitglied Günter Schabowski führte noch am Abend desselben Tages zunächst zur Verwirrung und zu Versuchen der Klarstellung in den Medien, nach wie vor sei zur Ausreise ein Visum erforderlich. Entgegen den Erwartungen der DDR-Regierung kam es nicht zu einem Ansturm auf die Visumstellen, sondern auf die innerdeutsche Grenze selbst und damit zu ihrer Öffnung. Einige Tage später wurden schrittweise Grenzkontrollen wieder aufgenommen; die Ausreisevisa wurden DDR-Bürgern aber ohne Formalitäten in den Personalausweis eingestempelt. Zum 24. Dezember 1989 hob die DDR das Visumerfordernis für Einreisen von Bundesbürgern und Einwohnern von Berlin (West) auf. Seit dem 1. Februar 1990 benötigten nach einem neuen Reisegesetz Inhaber eines DDR-Reisepasses kein Ausreisevisum mehr; hingegen berechtigten Personalausweise nach wie vor nur mit Ausreisevisum zur Ausreise. Mit der Aufhebung der innerdeutschen Grenzkontrollen zum 1. Juli 1990 wurde zwischen der Bundesrepublik Deutschland und der DDR eine Regelung über die gegenseitige Anerkennung von Aufenthaltstiteln und Visa getroffen, die derjenigen des erst später in Kraft gesetzten Schengener Durchführungsübereinkommens entsprach; dabei wurde ausdrücklich ein Schengen-Beitritt der DDR ins Auge gefasst.

### 1990 bis heute

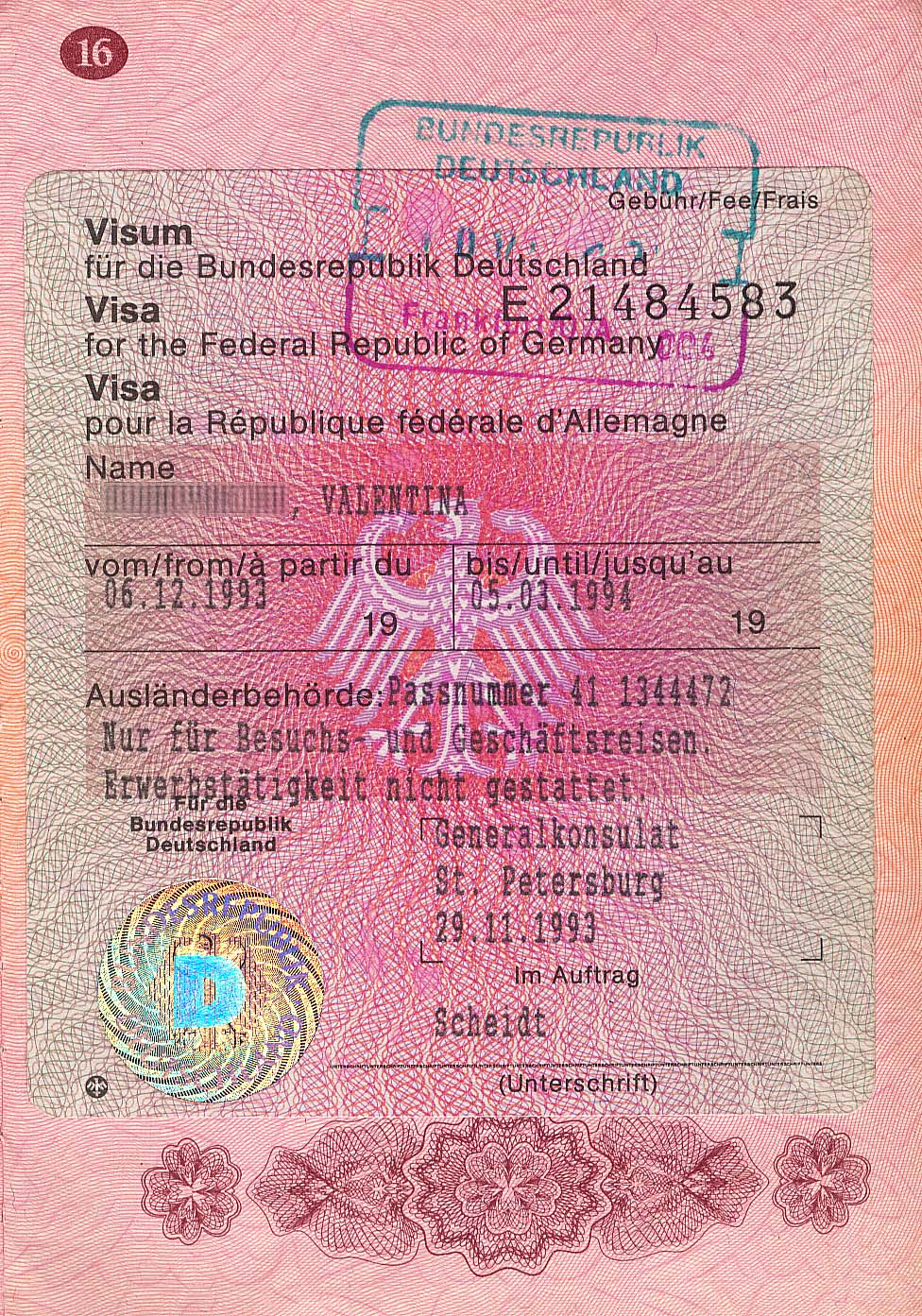
Visum für Deutschland, ausgestellt 1993 in Sankt Petersburg. Deutsche Visa werden seit Mitte der 1990er Jahre nicht mehr nach diesem Muster, sondern in Form des Schengen-Visums ausgestellt.

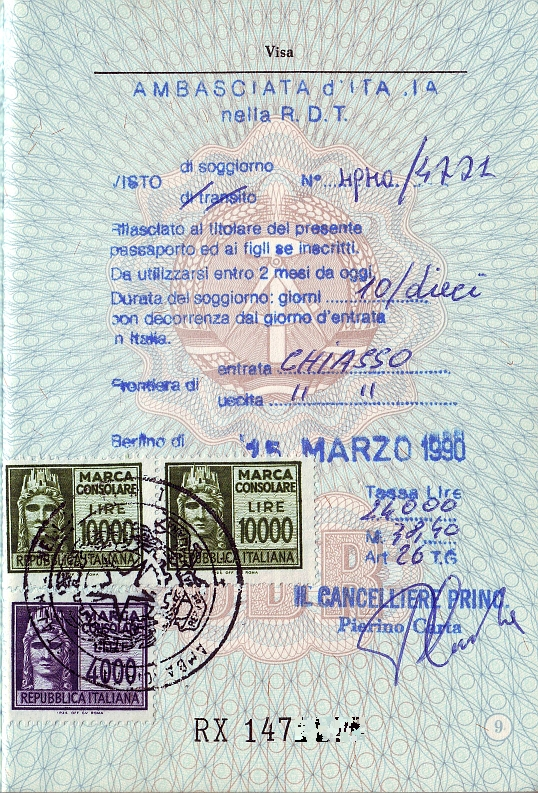
Visum für Italien, ausgestellt im März 1990 in Ost-Berlin

Nach dem Fall der Mauer und dem Sturz der kommunistischen Systeme wurde der Reiseverkehr zwischen beiden deutschen Staaten sowie nach Mittel- und teilweise auch nach Osteuropa unter Abschaffung des Visumzwangs freigegeben.
Mit der Neuregelung des Ausländerrechts in Deutschland im Jahr 1990 wurde im Visumrecht das Regel-Ausnahme-Verhältnis umgekehrt: Zuvor bestand für Einreisen von Ausländern nur eine Visumpflicht, soweit dies in einer Rechtsverordnung vorgesehen war. Nach der Neuregelung war jeder Ausländer visumpflichtig, soweit nicht die Visumfreiheit durch Rechtsverordnung angeordnet wurde. Die Durchführungsbestimmungen wurden dabei so ausgestaltet, dass die Visumpflicht der einzelnen Staatsangehörigen weitgehend unverändert blieb. Eine wirkliche Neuregelung im novellierten Ausländerrecht war die grundsätzliche Ausdehnung der Visumpflicht auf Personen unter 16 Jahren. Hiervon blieben Kinder und Jugendliche aus der Türkei, aus Tunesien, Jugoslawien und Marokko für Besuchsreisen bis zu drei Monaten unter der Voraussetzung ausgenommen, dass ein Elternteil eine Aufenthaltsgenehmigung für Deutschland besaß. Nach einigen weiteren Verschärfungen wurde zum 15. Januar 1997 kurzfristig die bislang bestehende Visum- und Aufenthaltsgenehmigungsfreiheit für diese Kinder und Jugendlichen gestrichen.
Durch das Schengener Durchführungsübereinkommen und die hierzu erlassenen Durchführungsbestimmungen wurde das Recht der Visa innerhalb des Schengen-Raumes einheitlich geregelt. Zwischen den damaligen Vertragsstaaten fielen die Grenzkontrollen am 26. März 1995 weg. Durch den Vertrag von Amsterdam wurde das Schengen-Recht – das bis dahin als zwischen den Schengen-Staaten geltendes Vertragsvölkerrecht zu behandeln war – in das Gemeinschaftsrecht überführt. Mit der Verordnung (EG) Nr. 539/2001 (EU-Visum-Verordnung) wurde mit Wirkung zum 10. April 2001 für den Schengen-Raum einheitlich geregelt, welche Staatsangehörigen für Kurzaufenthalte visumfrei einreisen können (sogenannte Positivstaater) und welche Staatsangehörigen für das Überschreiten der Schengen-Außengrenzen stets ein Visum benötigen (sogenannte Negativstaater). Die Verordnung enthält auch Öffnungsklauseln für Einzelregelungen der Mitgliedstaaten und Sonderregeln für bestimmte Gruppen, wie etwa Flüchtlinge oder Diplomaten.
Am 21. Dezember 2007 wurde das gesamte Schengen-Recht in den Staaten, die am 1. Mai 2004 der Europäischen Union beigetreten sind – mit Ausnahme Zyperns – in Kraft gesetzt. An den Luftgrenzen wurden die Personengrenzkontrollen erst am 30. März 2008 eingestellt.
Die einheitliche Regelung des Visumrechts und grundsätzlich der Geltungsbereich der einheitlichen Visa erstreckt sich auf alle Mitgliedstaaten der EU mit Ausnahme von Irland und Zypern (in Bulgarien und Rumänien erst seit 2025). Die Regelung gilt zudem auch für die Nicht-EU-Mitglieder Norwegen und Island sowie seit dem 12. Dezember 2008 für die Schweiz und seit dem 19. Dezember 2011 auch für Liechtenstein.

## Umgehen von Visumbestimmungen, Tricks

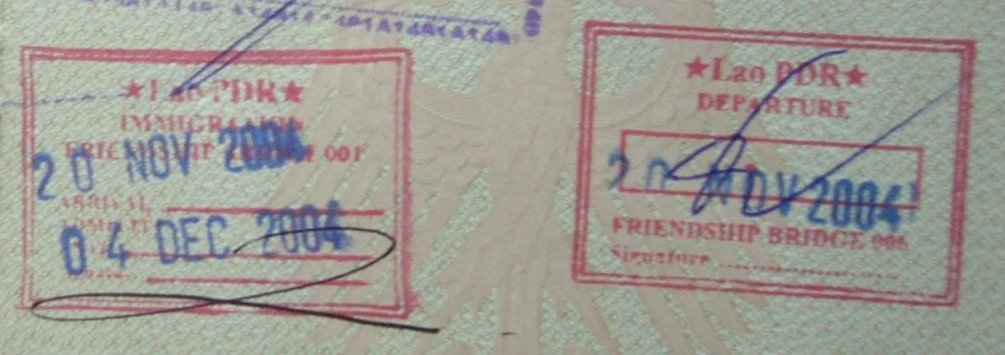
Ein- und Ausreise am selben Tag

### Visa-Run
Visa-Run ist die Bezeichnung für das vorübergehende Verlassen eines Landes mit dem einzigen Ziel, umgehend wieder einzureisen, damit die zeitliche Geltungsdauer für ein Touristenvisum von neuem beginnt.
Im Schengen-Raum führt diese Handhabe nicht zum Erfolg, weil Schengen-Visa – auch für ein Jahr oder mehrere Jahre ausgestellte Langzeitvisa für Besucher – stets nur für Aufenthalte von höchstens 90 Tagen innerhalb jedes beliebigen 180-Tage-Zeitraums gelten. Reist also etwa ein visumpflichtiger Ausländer nach einem Aufenthalt von 30 Tagen aus und reist er einen Tag später wieder ein, zählt der erste Tag des neuen Aufenthaltszeitraums als der 31. Tag des Aufenthalts, nicht aber als der erste. Das gilt auch dann, wenn die Einreise mit einem anderen Visum erfolgt. Wer für einen längeren Zeitraum im Schengen-Raum bleiben möchte, benötigt stets einen Aufenthaltstitel des betreffenden Schengen-Staates oder ein sogenanntes Nationales Visum (Typ D, siehe oben zu den Visumkategorien), das diesen Aufenthalt zulässt.
In einigen Ländern werden eigens Reisepakete, z. B. Tagesreisen per Bus, angeboten, um einen „Visa Run“ durchführen zu können. In Thailand ist es beispielsweise üblich, nach Kambodscha, Malaysia, Myanmar oder nach Laos zu fahren. Diese Praxis wird in Thailand seit dem Jahr 2006 erschwert, indem – analog zur Schengen-Regelung – nach einer ersten Einreise als Tourist grundsätzlich nur noch ein Aufenthalt von 90 Tagen innerhalb eines Bezugszeitraums von 180 Tagen möglich ist, falls eine Einreise mit einem sogenannten Visa on Arrival erfolgt.

### Täuschungen und Fälschungen
Täuschungen und Fälschungen haben miteinander gemein, dass die mit der Kontrolle der Einreise befassten Behörden durch Vorspiegelung falscher Tatsachen dazu veranlasst werden, die Einreise zuzulassen, obwohl diese Entscheidung nach den jeweils geltenden rechtlichen Regelungen falsch wäre.
Täuschungen sind, wie im Zusammenhang mit der deutschen sogenannten „Visa-Affäre“ deutlich wurde, durch planmäßige Falschangaben zum Reisezweck und zur Reisefinanzierung möglich, etwa durch gefälschte Belege, die im Visumverfahren vorgelegt werden, oder durch echte Papiere, die aber durch Bestechung erlangt worden sind. Das Risiko eines Erfolges dieser Täuschungen kann daher durch die inhaltliche Kontrolle vorgelegter Dokumente durch Visumstellen und durch die Grenzbehörden bei der Einreise verringert werden.
Das Entdeckungsrisiko einer Einreise mit gefälschten Visa hängt von der Qualität, Überprüfbarkeit und tatsächlichen Überprüfung von Sicherheitsmerkmalen der Visa ab. Es steigt, je häufiger das Kontrollpersonal an den Grenzen echte Dokumente desselben Musters bearbeitet, und damit mit der Wahrscheinlichkeit, dass ihm bereits sehr geringfügige Abweichungen von der Norm sofort auffallen. Noch weiter wächst das Entdeckungsrisiko, wenn im Online-Zugriff auf Datenbestände überprüft werden kann, ob das Visum ausgestellt worden ist. Wenn Kontrollpersonal an den Grenzen hingegen keine umfassenden Echtheitskontrollen durchführt, sich etwa nur auf Sichtkontrollen beschränkt, oder zur eingehenden Kontrolle technisch nicht in der Lage ist, sinkt das Entdeckungsrisiko entsprechend.

### Visa-Affäre
Der Volmer-Erlass vom März 2000 löste 2005 die sogenannte „Visa-Affäre“ um den damaligen deutschen Außenminister Joschka Fischer aus.

### Visa-Warndatei
Zum 1. Juni 2013 hat Deutschland mit dem Visa-Warndateigesetz (VWDG) eine zentrale Visa-Warndatei errichtet. Hier werden alle Menschen erfasst, die schon einmal wegen visumrelevanter Straftaten aufgefallen sind. Um mögliche Terroristen frühzeitig zu identifizieren, sollen bei einem konkreten Verdacht die Namen der Antragsteller und der Einlader mit der Antiterrordatei abgeglichen werden. Zugleich trat mit § 72a AufenthG die gesetzliche Grundlage für den Abgleich der Visumantragsdaten zu Sicherheitszwecken in Kraft.